# Paul Gauguin
Eugène Henri Paul Gauguin (/pɔl ɡoˈɡɛ̃/; Parigi, 7 giugno 1848 – Hiva Oa, 8 maggio 1903) è stato un pittore francese, considerato tra i maggiori interpreti del post-impressionismo.
Apprezzato dopo la sua morte, Gauguin è riconosciuto per il suo uso sperimentale del colore e dello stile sintetista che si distinse dall'impressionismo. Verso la fine della sua vita, trascorse dieci anni nella Polinesia francese, dove dipinse persone o paesaggi di quella regione. 
Il suo lavoro influenzò l'avanguardia francese e molti artisti moderni, tra cui Pablo Picasso ed Henri Matisse, mentre è ben noto il suo rapporto con i fratelli Vincent e Theodorus van Gogh. La sua arte divenne popolare in parte grazie alle iniziative del mercante d'arte Ambroise Vollard che organizzò mostre verso la fine della sua carriera e collaborò all'organizzazione di due importanti esposizioni postume a Parigi.
Gauguin fu anche una figura importante nel movimento simbolista come pittore, scultore, incisore, ceramista e scrittore. La sua espressione del significato intrinseco dei soggetti nei suoi dipinti, sotto l'influenza dello stile cloisonnista e dell'arte giapponese, ha aperto la strada al primitivismo e al ritorno alla pastorale. Fu anche un influente sostenitore dell'incisione e della xilografia come forme d'arte.
I  canoni impressionisti non sono seguiti in modo ortodosso, scrive Marco Valsecchi «Non è più il colpo d'occhio che insegue le variazioni della luce, l'attimo della visione. Gauguin ascolta piuttosto l'impeto delle emozioni che gli nascono a contatto con la natura». Tale libertà della fantasia e del colore, che ritroviamo in Van Gogh, verso il 1905 caratterizzerà anche il gruppo dei Fauves.

## Biografia

### Infanzia

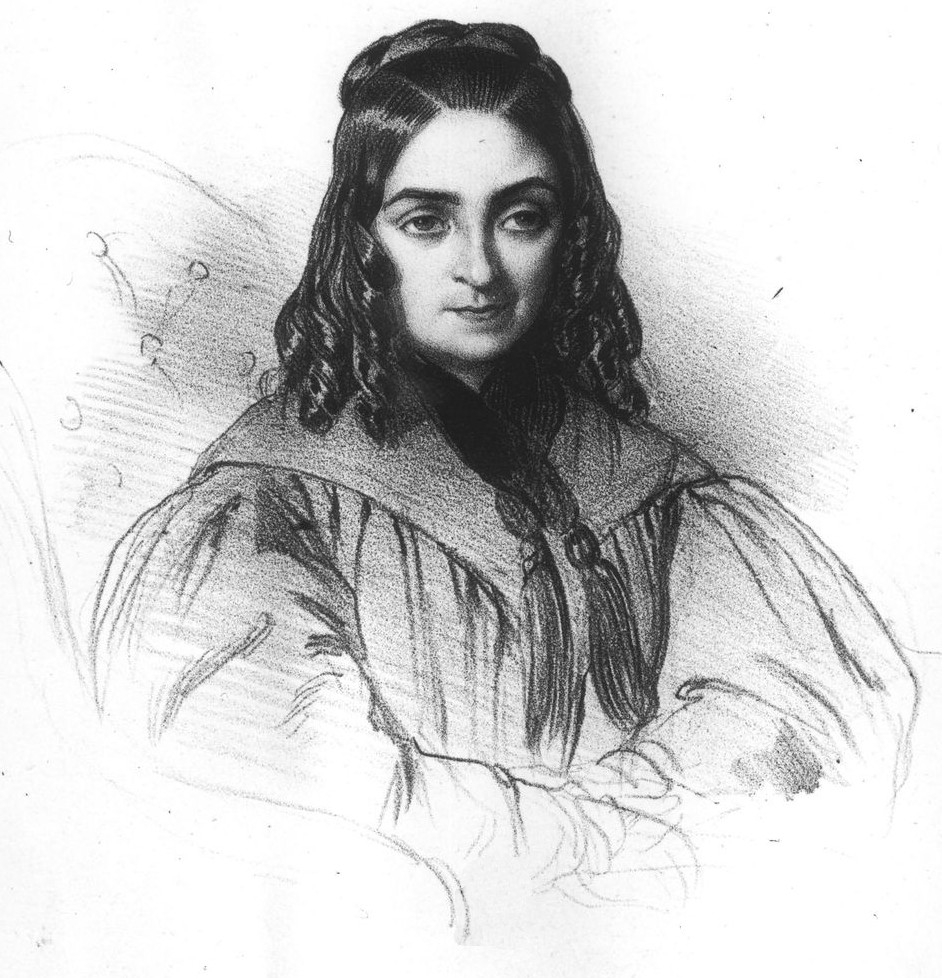
Raffigurazione del 1838 di Flora Tristan, nonna materna di Gauguin.

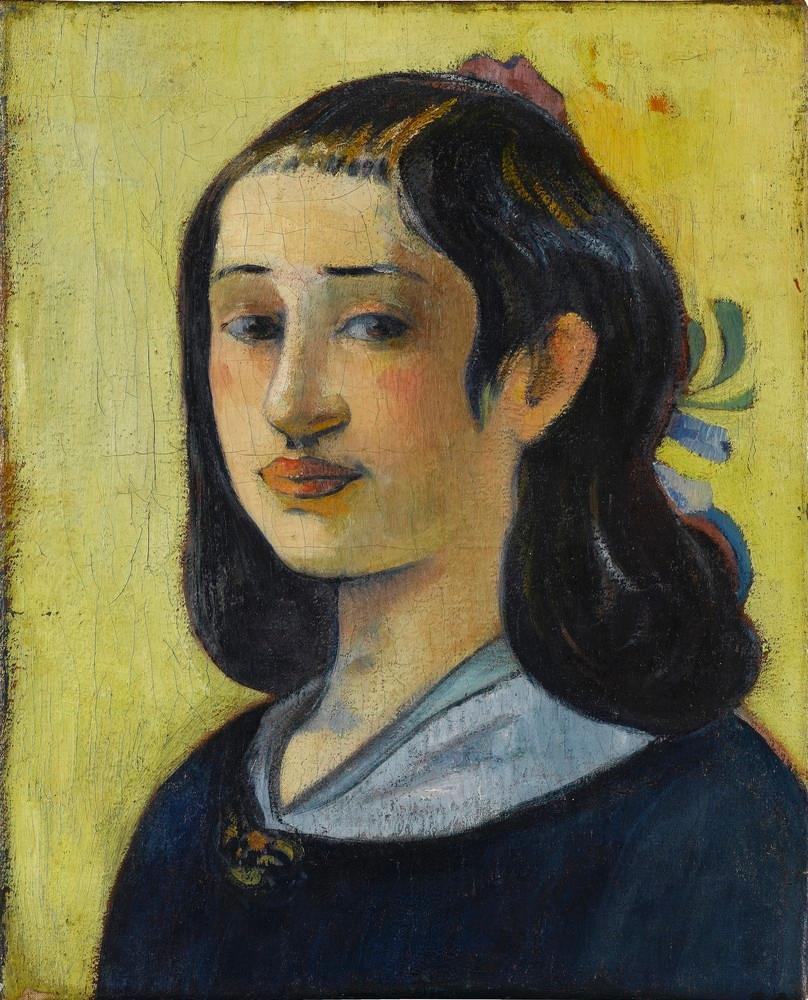
Paul Gauguin, La madre dell'artista (1890-93), olio su tela, 41×33 cm, Staatsgalerie, Stoccarda.

Lo stesso Gauguin parla della propria bellezza nei suoi scritti autobiografici e non esita a definirla «esotica»: in effetti appare sorprendente come i primi anni di vita di Paul (pittore universalmente noto per aver trovato sé stesso con uno stile di vita ribelle e ramingo che lo ha poi portato nelle assolate isole della Polinesia) si siano consumati nel segno di una fuga verso civiltà lontane, lontane dalla Francia natia, in un susseguirsi di vicende esistenziali che poi, sostanzialmente, si ripeteranno spesso nella biografia del futuro artista.
Eugène-Henri-Paul Gauguin nacque il 7 giugno 1848 a Parigi, al n. 56 di rue Notre-Dame-de-Lorette, celebre strada di Montmartre. La madre, Aline Marie Chazal (1831-1867), discendeva da una famiglia spagnola con diramazioni in Perù, Stato presso il quale godeva di notevole prestigio politico e benessere finanziario: la madre della Chazal era infatti Flora Tristan, una scrittrice molto nota dall'animo ribelle e avventuroso, impegnata politicamente (supportava con calda simpatia la causa del socialismo sansimoniano) e socialmente (era infatti una femminista ante litteram e una sostenitrice dell'amore libero). Il padre, Clovis Gauguin (1814-1849), era un giornalista al servizio della rivista Le National animato da un solido credo repubblicano, che gli costò tuttavia notevoli attriti con il governo di Napoleone III.

Nel 1849, la stanchezza del parlamentarismo e della Repubblica, attraversata com'era da fortissimi conflitti intestini, era palese a tutti i francesi, e altrettanto trasparenti erano le ambizioni di Napoleone III di far rivivere lo spirito bonapartista dello zio defunto e di restaurare l'Impero con un colpo di Stato. Clovis Gauguin, spaventato da un clima politico così teso, nello stesso anno decise di approfittare delle origini peruviane della famiglia della moglie e di trasferirsi a Lima, in Sud America, insieme a Paul e alla primogenita Marie. Papà Clovis morì il 30 ottobre 1849 durante il viaggio in piroscafo: ciò, tuttavia, non compromise l'infanzia del giovane Gauguin, che trascorse idilliaca in un borgo pittoresco, quale era Lima, che poi egli stesso rievocherà nei suoi scritti colorandolo con la nostalgia di un emigrato: 
(Paul Gauguin)
Mamma Aline, tuttavia, a Lima era tormentata da pressanti problemi familiari e da un clima politico decisamente surriscaldato. Per questo motivo, dopo aver goduto per quasi quattro anni della generosa ospitalità dei genitori, la Chazal nel 1855 lasciò Lima e, rinunciando esplicitamente alla cospicua eredità accumulata dal padre, don Pio, tornò in Francia, a Orléans. Ridotta all'isolamento e in preda a stringenti difficoltà economiche la Chazal si rivolse alla famiglia del marito defunto, alloggiando fino al 1859 presso la dimora del cognato Isidore Gauguin. Furono questi anni assai difficili per il piccolo Paul, costretto a seguire lezioni di francese (il suo accento spagnolo, è noto, suscitava molte ilarità tra i compagni di classe) e a convivere con uno zio - Isidoro - che non apprezzava e con una sorella - Marie - dispotica e intransigente. Solo la madre, Aline, riusciva a rallegrare le sue giornate: in un tessuto familiare frantumato come il suo, la figura materna fu una presenza fondamentale e insostituibile, o - per usare le parole dello stesso Paul - «leggiadra e graziosa» dallo «sguardo così dolce, così fermo, così puro e carezzevole».
Nessuna prospettiva professionale sembrava interessare il giovane Paul, che in effetti compì un percorso scolastico abbastanza deludente. Dopo quattro anni trascorsi dietro i banchi del Petit Séminaire de la Chapelle-Saint Mesmin di Orléans, diretta da un vescovo abbastanza conosciuto e particolarmente incline agli sperimentalismi didattici, nel 1861 Paul Gauguin si trasferì a Parigi, dove la madre era andata a lavorare come sarta, intrecciandovi persino una relazione amorosa con Gustave Arosa, uomo d'affari impegnato con il padre nel commercio del guano in Perù.
Gauguin voleva fuggire, evadere da quella situazione che sentiva come un intollerabile avvilimento, e perciò - dopo aver fallito l'esame di ammissione all'Accademia Navale di Parigi per i suoi scarsi profitti scolastici - decise, senza indugio alcuno, di arruolarsi come allievo pilota sul mercantile Luzitano. Sotto l'egida della Marina francese Gauguin girò il mondo, ritornò in Perù, scoprì Rio de Janeiro e nel 1867 visitò persino l'India: la sosta asiatica, tuttavia, si rivelò particolarmente luttuosa per il giovane Paul, che scoprì dell'improvvisa morte della madre, morta il 7 luglio di quell'anno. Quando Gauguin tornò in Francia, poi, non fu accolto dal caloroso abbraccio della madre, ormai defunta, bensì dalle sanguinose barbarie della guerra franco-prussiana, scoppiata un anno prima. Anche Gauguin combatté valorosamente per la sua patria: non aveva che ventitré anni.

### «Un indiscutibile temperamento di pittore moderno …»

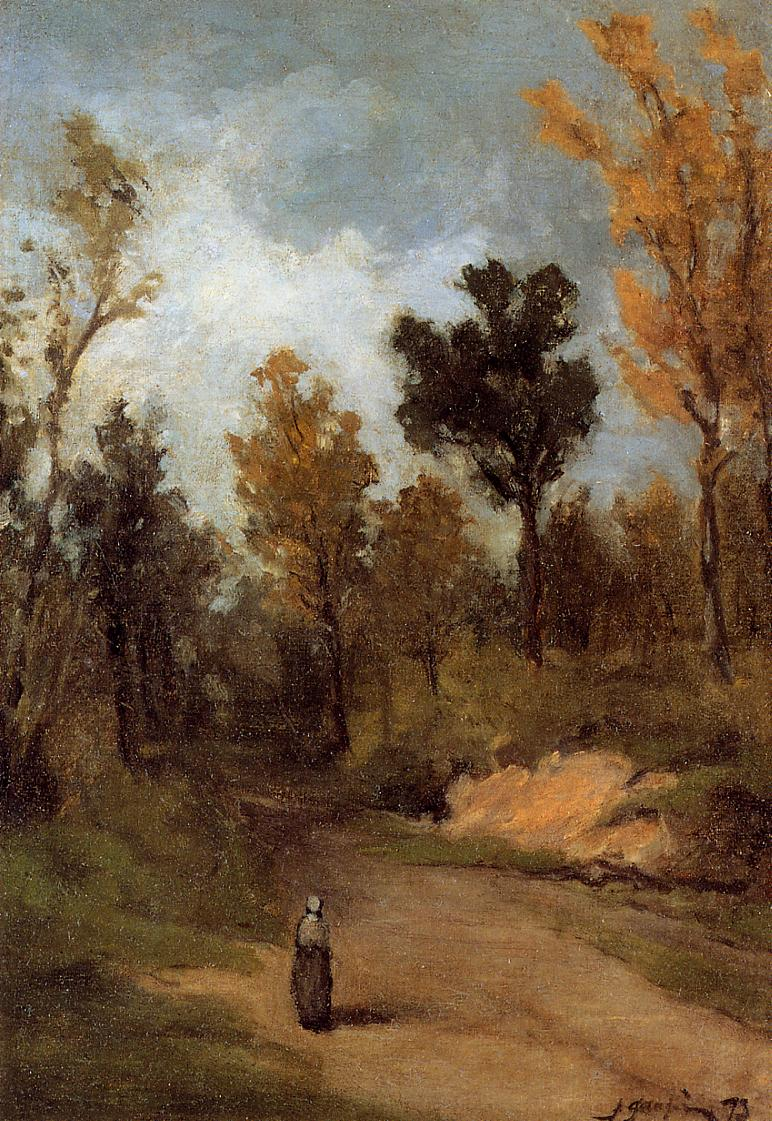
Paul Gauguin, Sentiero boscoso (1873), olio su tela, 43.2×30.5 cm, collezione privata.

Fu proprio in questo triste periodo, tuttavia, che Gauguin iniziò ad avvicinarsi alle Belle Arti. Importante, in tal senso, fu l'amicizia con Gustave Arosa, l'ex compagno della madre, ormai divenuto in seguito alle disposizioni testamentarie di quest'ultima il suo tutore. Arosa, oltre a essere un gros bonnet della finanza francese, si interessava con grande acutezza alla pittura contemporanea, a tal punto da essere un avido collezionista di opere di Eugène Delacroix, Jean-Baptiste Camille Corot, Gustave Courbet e Camille Pissarro. Fu proprio grazie all'intercessione di Arosa che Gauguin trovò impiego come démarcheur [commesso] presso l'agenzia di cambio dei Bertin. Il suo compito era quello di curare il rapporto con la clientela e di accrescere il patrimonio finanziario dell'azienda con opportuni investimenti: Gauguin, d'altronde, svolgeva il suo lavoro con lodevole arguzia e intuito, tanto che gli veniva persino concesso di speculare in proprio.
Dopo una gioventù tumultuosa, Gauguin riuscì ad adattarsi a uno stile di vita rispettabilmente borghese, suggellato nel 1873 con le nozze con la danese Mette Gad, che gli diede ben cinque figli, Émile (1874), Aline (1877-1897), Clovis (1879-1900), Jean-René (1881) e Paul, chiamato anche Pola (1883-1961). Una passione, tuttavia, stava serpeggiando nelle crepe della sua modesta ma decorosa vita impiegatizia: era quella per le Belle Arti. Seguendo l'esempio del suo tutore Gauguin iniziò infatti a investire il suo denaro acquistando dipinti contemporanei. Il suo gruppo preferito era quello degli Impressionisti, all'epoca ancora embrionale e particolarmente criticato: Gauguin, tuttavia, non se ne curava, tanto che fu un ingordo collezionista di opere di Cézanne, Pissarro, Sisley, Monet e altri. Paul si era ormai reso conto di come l'arte era l'unico passatempo che gli risultasse gratificante e che fosse in grado di sedare i suoi tumulti interiori, e per questo arrivò persino a imparare autonomamente come dipingere, dapprima sotto la paziente guida della figlia di Arosa, pittrice dilettante e poi frequentando l'Accademia Colarossi, dove allacciò un'affettuosa amicizia con Émile Schuffenecker, anch'egli appartenente al ceto impiegatizio parigino.

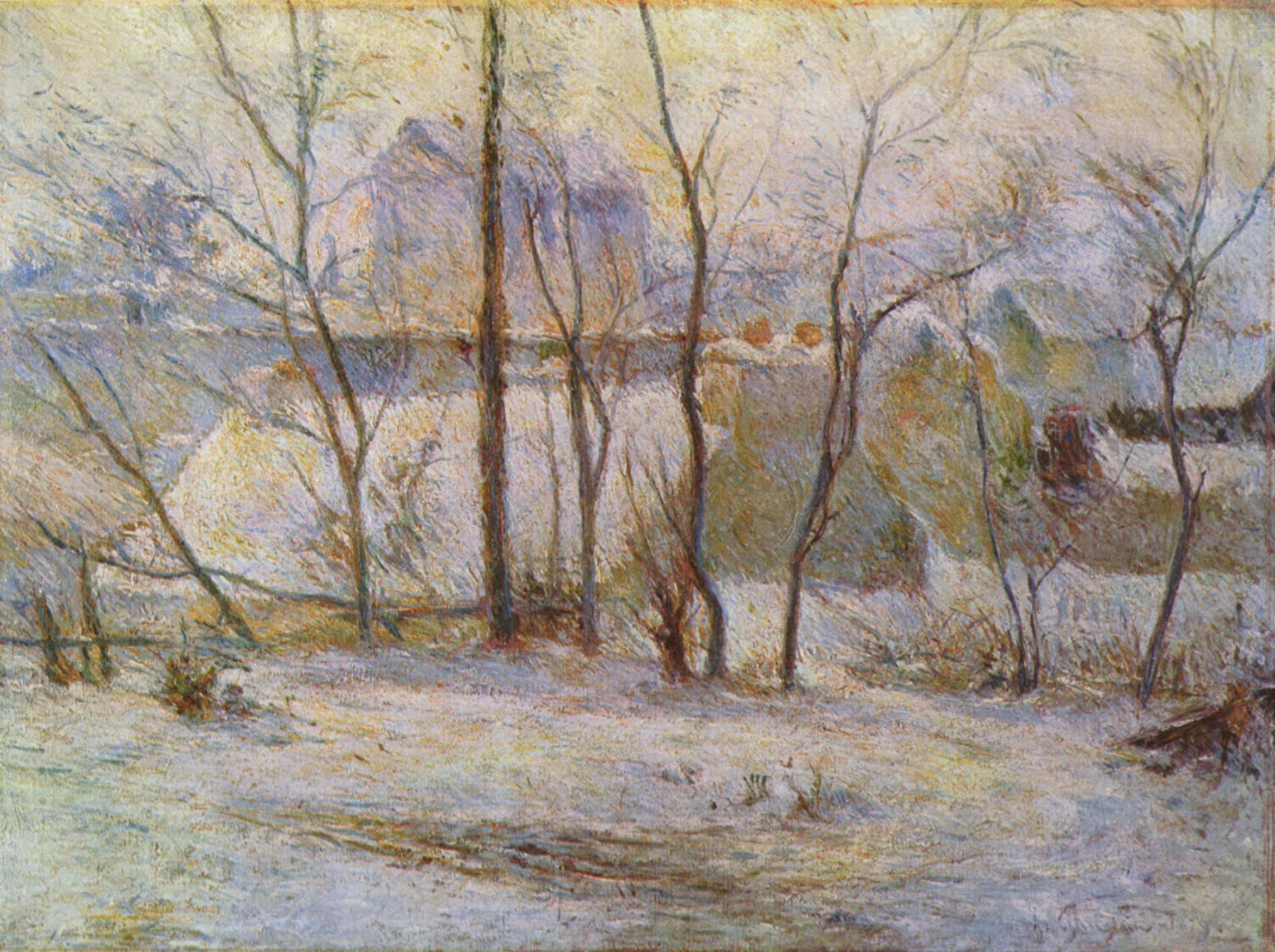
Paul Gauguin, Giardino innevato (1879), olio su tela, 60.5×81 cm, Museo delle Belle Arti, Budapest.

In questo periodo Gauguin realizzò opere di modesta levatura, distanti dagli accademismi dei Salon ma ancora condizionate dalla maniera di Corot e dei pittori di Barbizon: opere distintive e garbate di questo primo Gauguin sono La Senna con il ponte di Jena e il Sottobosco a Viroflay. L'artista che, più di tutti, riuscì a fornire un decisivo impulso agli interessi artistici di Gauguin fu Camille Pissarro: era costui uno dei maggiori animatori della stagione impressionista, insofferente a ogni forma di accademismo e indifferente al consenso della critica e del pubblico. Gauguin si avvantaggiò molto delle lezioni e dei consigli di Pissarro, maestro sia sotto il profilo artistico che sotto quello umano, dal quale derivò quell'anarchismo libertario che lo avrebbe persuaso a non sottomettersi servilmente alle piacevolezze dei Salon e soprattutto una pittura più artigianale, intellettuale, dove la natura non andava riprodotta fotograficamente bensì andava ricreata con accenti quasi simbolisti.
Con la complicità del buon Pissarro, Gauguin strinse amicizia con altri due artisti le cui presenze furono molto attive nella sua maturazione pittorica: Cézanne e Degas. Del primo, che conobbe in occasione dei soggiorni estivi a Pontoise, Gauguin apprezzava la capacità di elaborare il dato naturalistico in maniera più intellettuale e meno lirica rispetto agli Impressionisti canonici, quali potevano essere Monet o il primo Renoir. A Parigi, poi, Gauguin vide al lavoro anche Degas, importantissimo punto di riferimento con il quale si creò una solida complicità cementata sulla stima che il nostro nutriva per le audaci peculiarità stilistiche del maestro più anziano e, soprattutto, su un comune anarchismo a sfondo aristocratico e individualista, insofferente ai freni e alle divise. Certo, come troviamo scritto in Avant et après Gauguin rimproverava le opere di Degas perché prive di un «cuore che palpita», eppure tra i due si stabilì un rapporto intessuto di una feconda stima da parte del primo e da una benevolenza quasi paterna da parte del secondo.

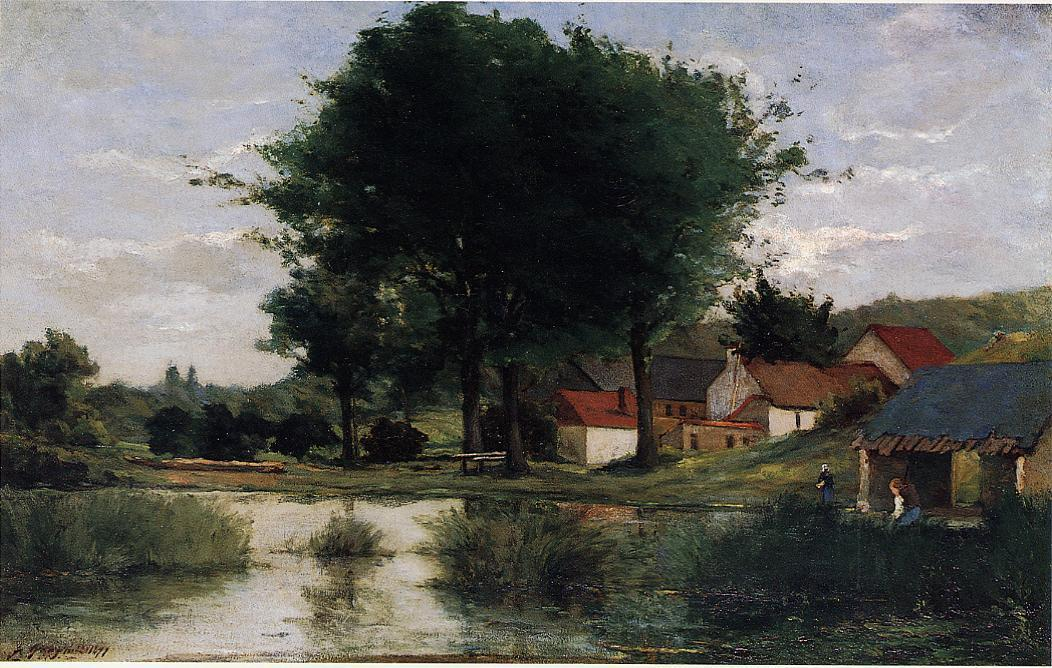
Paul Gauguin, Paesaggio autunnale (1877), olio su tela, 65×100 cm, collezione privata, Copenaghen.

Fu grazie al supporto di Pissarro e Degas, le cui lezioni andavano ben al di là dei puri nozionismi pittorici, che Gauguin accettò a partire dal 1879 di partecipare alle mostre impressioniste. Le perplessità di Renoir e Monet, per i quali Gauguin non era che un principiante, non bastarono a sedare il suo entusiasmo e, gradualmente, l'artista iniziò a guadagnarsi le attenzioni della critica: la Suzanne che cuce esposta nel 1880 si attirò per il suo sapore courbettiano la stima di Joris-Karl Huysmans, letterato all'epoca ancora deferente ai modi del naturalismo zoliano che individuò nello stile oggettivo di Gauguin «un indiscutibile temperamento di pittore moderno».
Il lusinghiero commento di Huysmans aumentò l'autosufficienza artistica e la stima di Gauguin, finalmente convinto di avere le abilità e la motivazione per consacrare la propria vita all'arte: neanche la moglie, preoccupata di come un ingenuo passatempo avesse acquistato preminenza nelle priorità del marito, bastò a dissuaderlo dai suoi intenti.

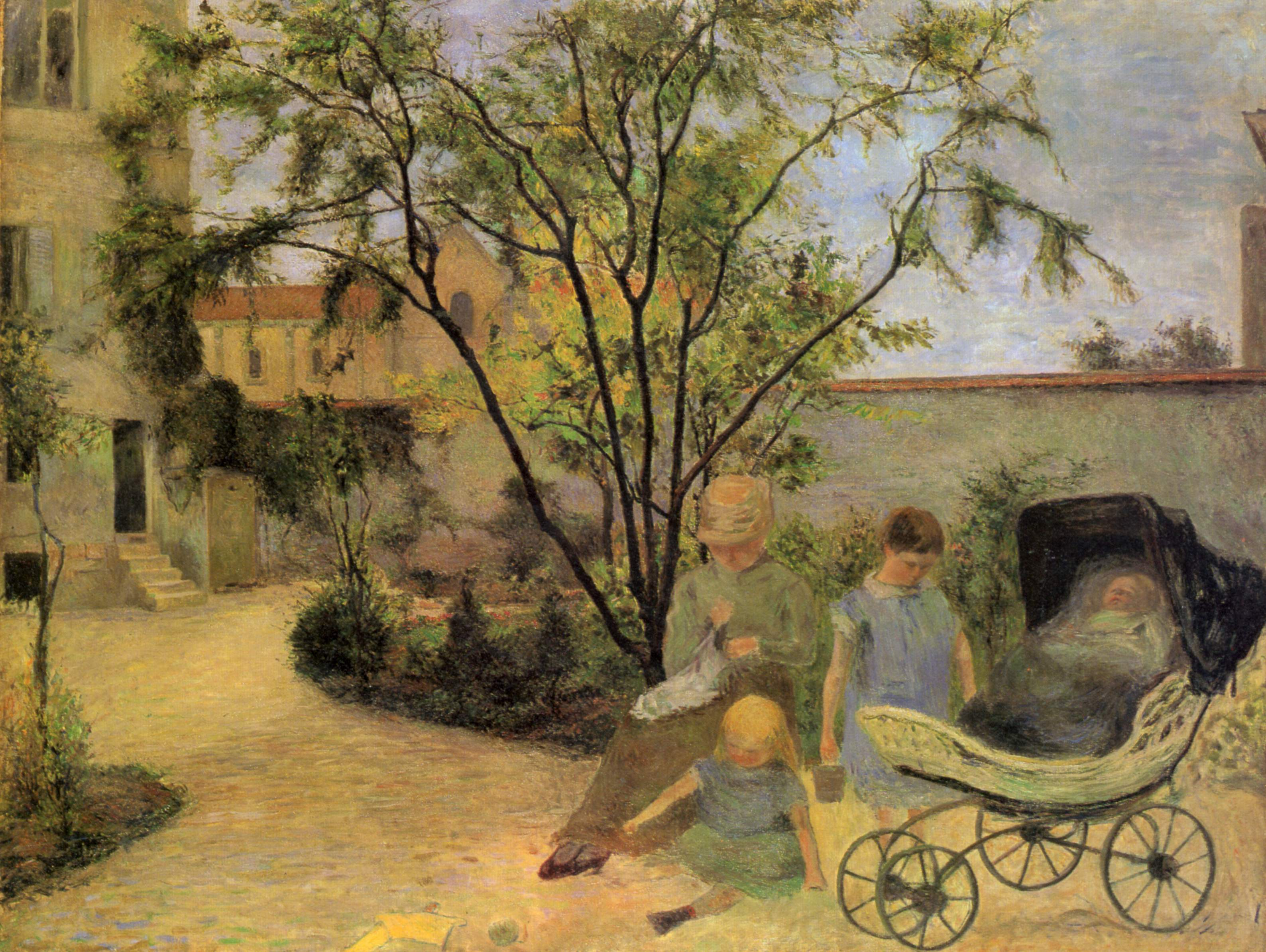
Paul Gauguin, La famiglia del pittore nel giardino (1881); olio su tela, 87×114 cm, Ny Carlsberg Glyptotek, Copenaghen.

Il crollo finanziario dell'Union Générale e la puntuale crisi che ne seguì costrinse l'azienda di cambio presso la quale lavorava Gauguin a ridimensionare il volume dei propri dipendenti: fu in questo modo che, nell'ottobre del 1883, l'artista fu licenziato. Se prima era un uomo borghese e discretamente agiato, dopo il crac dell'Union Générale Gauguin fu tormentato da profondi disagi economici, i quali lo spronarono a dedicarsi completamente alla pittura con il tentativo di guadagnarsi da vivere vendendo i propri dipinti. Se le speranze di Gauguin furono tutto sommato ingenue, fu solo grazie a quest'inaspettata situazione di indigenza che Gauguin votò la propria vita alle Belle Arti. Non disponendo di risorse Gauguin si trasferì quindi con la famiglia a Rouen, feudo dell'amico Pissarro, dove tentò di vendere qualche suo dipinto.
Nulla andò per il verso giusto: gli affari non decollarono e il pubblico era ancora impreparato per apprezzare la carica rivoluzionaria delle sue opere d'arte. Non riuscendo a vendere neanche un suo dipinto, nonostante a Rouen la vita costasse meno rispetto a Parigi, Gauguin prosciugò istantaneamente i suoi risparmi e, per guadagnarsi da vivere, fu costretto a liquidare la sua assicurazione sulla vita e a vendere molti pezzi della sua collezione di quadri impressionisti. A queste incertezze economiche si aggiunsero complicazioni familiari: Mette, avvilita dall'indecoroso regime di vita nel quale era precipitato Gauguin, decise di tornare dalla famiglia a Copenaghen, trovandovi lavoro in qualità di traduttrice e insegnante. Gauguin, sperando in questo modo di acquisire maggiore notorietà, seguì la moglie a Copenaghen, ma anche qui le sue speranze furono deluse: pur avendo più tempo libero per dipingere, infatti, il pittore era ossessionato dall'esigenza di vendere e di racimolare denaro, e ciò certamente gettò un'ombra funesta sulle opere di questo periodo che, non a caso, non piacquero, tanto che una sua mostra monografica fu accolta dal silenzio della critica e del pubblico e durò infatti soli cinque giorni.

### La svolta di Pont-Aven

#### Il primo soggiorno bretone
Quando naufragò persino il tentativo di darsi al commercio di tele impermeabili Gauguin, ormai completamente emarginato da Mette, era talmente amareggiato da decidere, nel giugno del 1885, di lasciare la Danimarca insieme al figlio Clovis («Odio profondamente la Danimarca, i suoi abitanti, il suo clima» borbottò sprezzante a un amico). Le difficoltà economiche lo spinsero in un primo tempo a stabilirsi per tre mesi in Inghilterra, poi ad accettare a Parigi un lavoro di attacchino di manifesti, il quale gli fruttava solo cinque franchi giornalieri: a causa dell'impossibilità di pagarsi la pensione egli cambiò spesso alloggio e fu anche ospite nella casa di Schuffenecker. Con tutto ciò Gauguin non trascurò affatto la pittura e nel maggio del 1886 partecipò all'ottava e ultima mostra degli impressionisti, esponendo diciotto dipinti vicini allo stile di Pissarro.

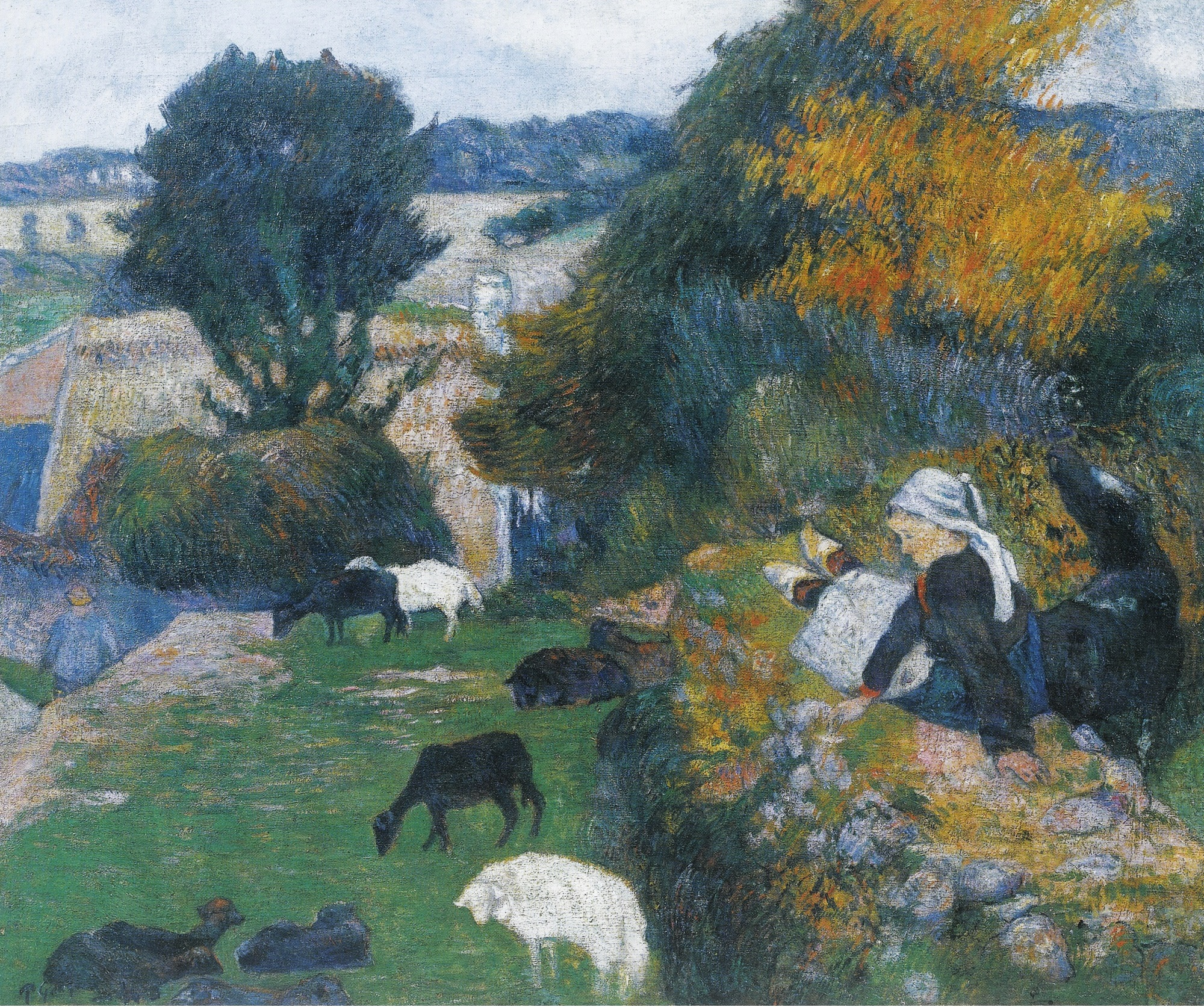
Paul Gauguin, Le pastore bretoni (1886); olio su tela, 60.4×73.3 cm, Laing Art Gallery, Newcastle upon Tyne.

In quest'esposizione l'attenzione della critica e del pubblico era tutta magnetizzata da Una domenica pomeriggio sull'isola della Grande-Jatte, capolavoro di Seurat che intendeva superare i valori già promossi dall'Impressionismo per proporne di nuovi. Lo stesso Gauguin, pur ripudiando la pittura di Seurat e dei colleghi (che soprannominava ironicamente «piccoli chimici»), in quell'anno - che denuncia, come già accennato, il tramonto dell'Impressionismo - iniziò a ricercare nelle proprie opere d'arte risonanze interiori, musicali, in grado di arpeggiare «un'armonia sorda» con la coadiuvazione dei colori. La mostra del 1886 fu poi molto importante perché vide Gauguin stringere amicizia con l'abile incisore Félix Bracquemond e con Ernest Chaplet, ceramista grazie al quale il pittore imparò a sfruttare le potenzialità del gres smaltato e a produrre ceramiche con le tecniche orientali a fuoco vivo.
Stimolato dal vivace dibattito che verteva intorno alle qualità dei lavori artigianali, supportati specialmente da William Morris, Gauguin acquistò notevole dimestichezza con le ceramiche e ne realizzò ben cinquanta esemplari, mostrando tra l'altro di aver conciliato il ricordo delle manifatture precolombiane recepite in Perù durante l'infanzia con l'esempio della Piccola danzatrice di quattordici anni di Degas. «Diciamo che ero nato per fare l'artigiano e non ho potuto farlo. Vetri dipinti, mobili, ceramiche: a questo sono portato, molto più che alla pittura in sé»: furono queste le parole che nel 1892 Gauguin rivolse a Daniel de Monfreid.

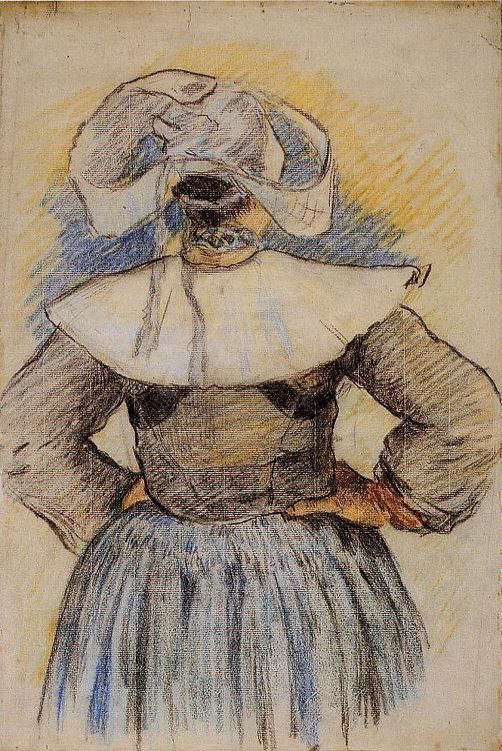
Paul Gauguin, Ragazza bretone (1886); olio su tela, 48×32 cm, collezione Burrell, Glasgow.

Un'ambizione, tuttavia, serpeggiava da mesi nell'animo di Gauguin, desideroso di abbandonare il caos febbrile della metropoli e di trasferirsi a Pont-Aven, in Bretagna. Alla decisione di recarsi in un luogo sostanzialmente ancora rude e selvaticamente primitivo sono ascrivibili tre fattori: le suggestioni esercitate dalla lettura di opere come Un voyage en Bretagne di Flaubert e du Camp, il minor costo della vita e, soprattutto, le ambizioni di Gauguin di scandagliare, seppur in maniera ancora nebbiosa, nuovi modi di dipingere in un paese che era riuscito a proteggere le sue peculiarità storiche e geografiche dal giogo della modernità.
Fu così che, nell'estate del 1886, Gauguin si insediò presso la pensione di Marie-Jeanne Gloanec, la quale praticava infatti prezzi stracciati per gli artisti: in questo piccolo porticciolo del Finistère Gauguin, venerato con rispetto come il «pittore impressionista», si attirò intorno un consistente numero di discepoli, fra i quali Èmile Bernard, allora diciottenne, e Charles Laval, con il quale allacciò un intenso sodalizio pittorico e umano. Tornato a Parigi per un breve periodo, Gauguin ebbe agio di conoscere Théo van Gogh, mercante d'arte che con grande intuito e lungimiranza collezionava i dipinti di quei giovani pittori avanguardisti che, pur essendo disprezzati dal pubblico, ambivano a essere riconosciuti. Gauguin riuscì a cedere a Théo due suoi dipinti, e progettava per di più di vendere qualche ceramica: egli, tuttavia, era incalzato da una difficile situazione economica, del tutto incompatibile con la frenetica esuberanza del mondo artistico parigino che, completamente assorbito nel successo neoimpressionista, gli appare come «un deserto per chi è povero».

#### Da Panama alla Martinica

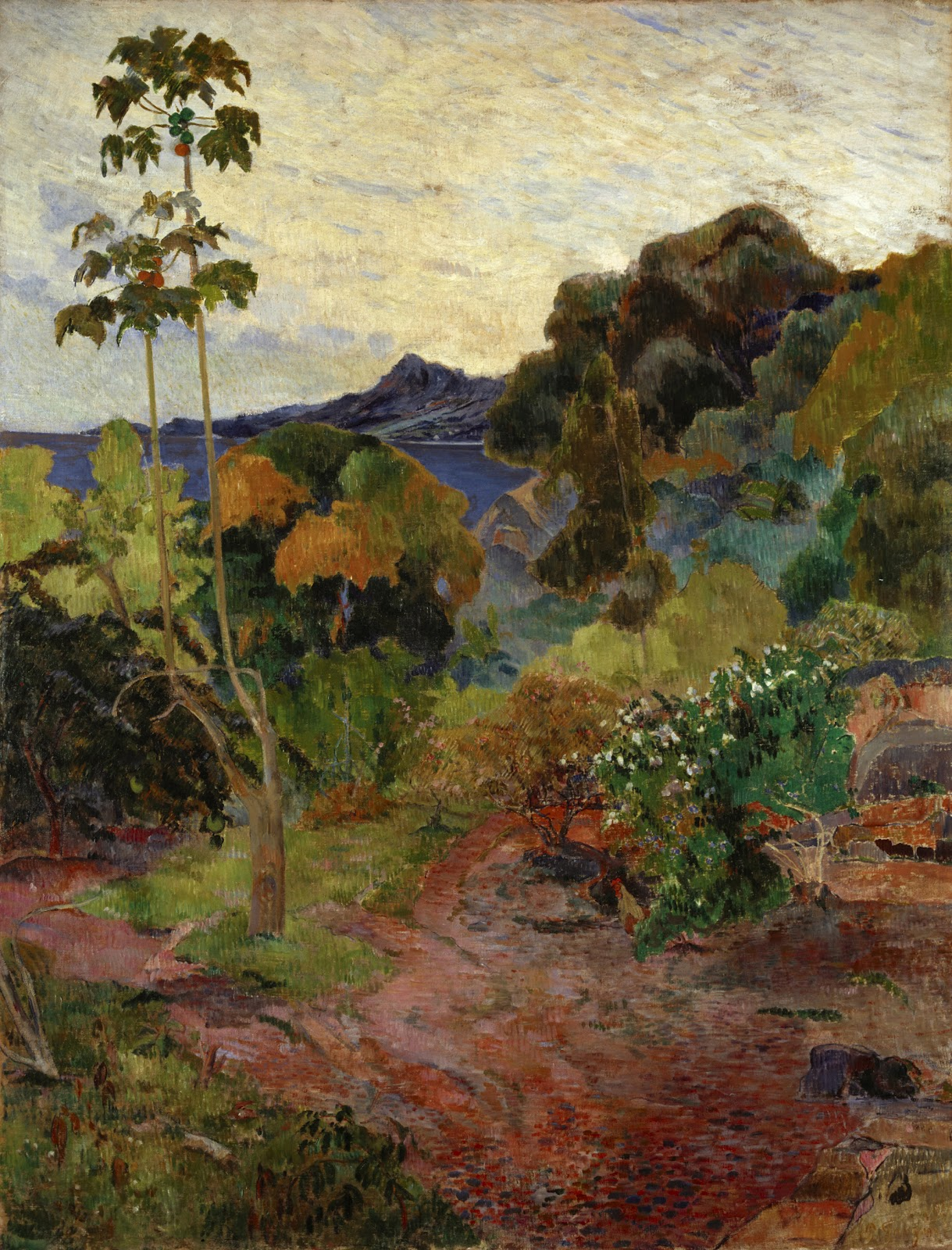
Paul Gauguin, Paesaggio in Martinica (1887); olio su tela, 140.5×114 cm, Scottish National Gallery, Edimburgo.

Snervato da questa situazione insostenibile Gauguin decise di abbandonare la Francia, paese dove era impossibile farsi notare dalla critica e dal pubblico. La meta: Taboga, un'isoletta nel golfo di Panama dove poteva godere del sostegno economico del cognato che lì aveva fatto fortuna con il suo fiuto commerciale. «Vado a Panama per vivere da selvaggio» comunicò alla moglie, rimasta in Danimarca «conosco a una lega da Panama un'isoletta del Pacifico (Taboga), è quasi disabitata, libera e fertile. Porto colori e pennelli e mi ritemprerò lontano da tutti». Nulla, tuttavia, andò per il verso giusto: giunto a Colón il 30 aprile 1887 dopo venti giorni di viaggio in compagnia del fido compagno Laval, Gauguin dovette fare i conti con un ambiente avverso, sia dal punto di vista sociale che sotto quello climatico (il clima tropicale fu infatti funesto per la salute di entrambi), e soprattutto non riuscì a vendere neanche un dipinto.

A Panama erano in corso i lavori per la costruzione del canale e Gauguin per più di un mese si guadagnò da vivere come sterratore: dopo quest'orribile esperienza, alla fine, i due decisero di trasferirsi a Saint-Pierre, villaggio sulla costa nord-occidentale dell'isola della Martinica, colonia francese ubicata nelle Antille. Gauguin era entusiasta del luogo, nel quale riconosceva quel paradiso terrestre tanto ambito e che ora finalmente poteva trasporre nei propri dipinti, stimolato dall'esuberanza della vegetazione e della popolazione locale: 
(Paul Gauguin)
Le opere realizzate durante il soggiorno a Martinica diventano finalmente prensili alla suadente violenza della luce e alla rigogliosa, variegata e coloratissima vegetazione tropicale, resa con una tavolozza che riassume colori frizzanti, ruggenti, come i viola, i verdi e i porpora. «Le composizioni» spiega la Damigella «acquistano [ Martinica] un ritmo più ampio e le forme risultano come tessute dalle brevi pennellate a tratteggio, con sottili vibrazioni luminose; si dispongono serrate e fitte che si avverta alcuno stacco di densità tra vegetazione, mare, e i rari cieli. Le tele hanno lo splendore e la qualità decorativa di un arazzo». Eppure, quando in seguito ad accessi di malaria e dissenteria Gauguin tornò nel novembre 1887 in Francia, nessuno si interessò alla decoratività splendida e poetica di queste tele, fatta eccezione per Théo van Gogh, che fu l'unico ad acquistarne qualcuna, e al fratello Vincent, pittore all'epoca misconosciuto la cui amicizia ebbe risvolti importanti nella biografia di Gauguin, oltre che nella sua.

#### Bernard

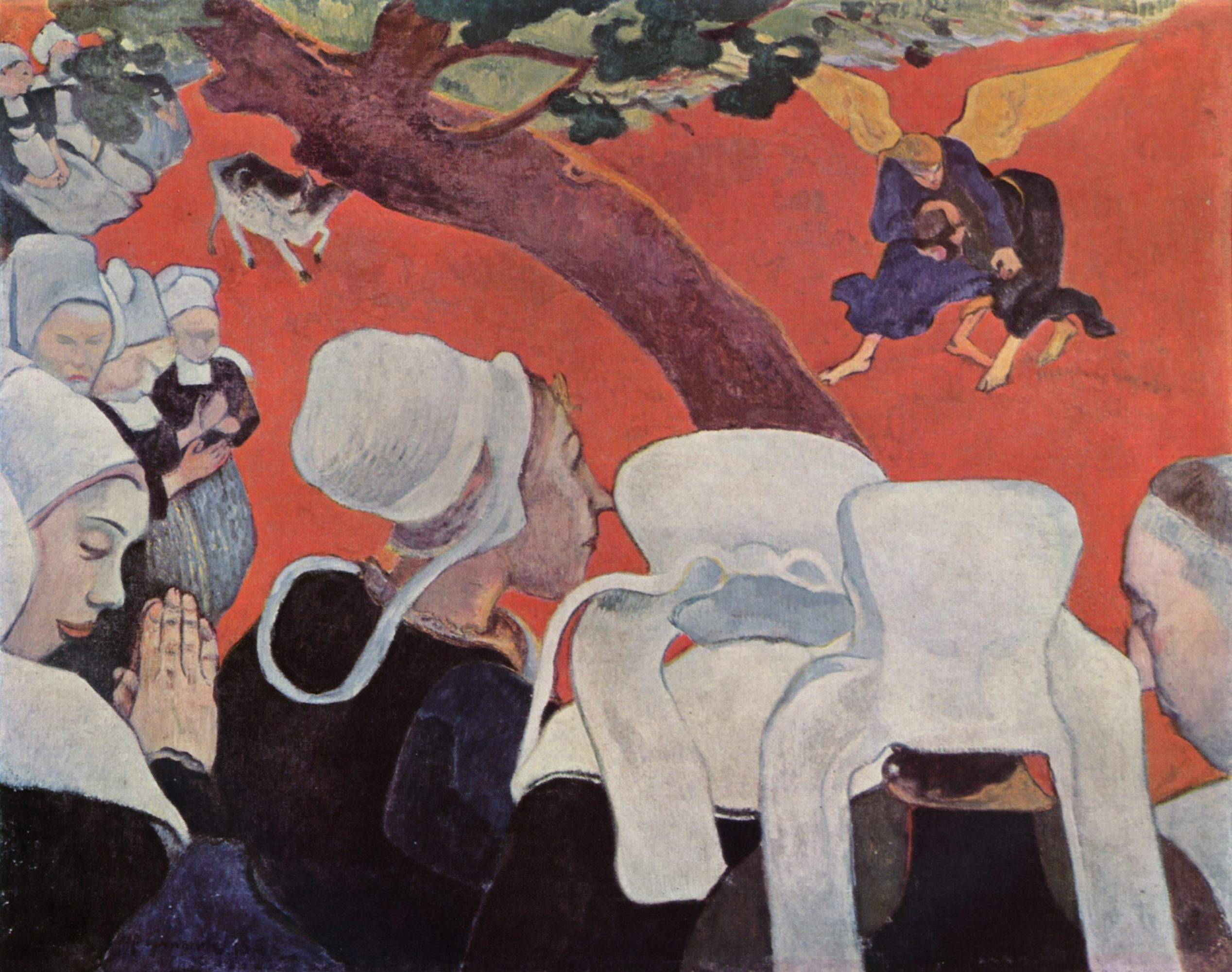
Paul Gauguin, La visione dopo il sermone (1888), olio su tela, 73×92 cm, Scottish National Gallery, Edimburgo.

Se Gauguin sperava di appoggiarsi, sul piano degli affari, all'atelier di ceramiche di Chaplet, così non fu, perché quest'ultimo si ritirò dalla sua attività: amareggiato e senza denaro, per fortuna Gauguin poté contare sul generoso aiuto dell'amico Schuffenecker, che accettò di ospitarlo presso la sua dimora. Con l'attenuarsi delle pressioni finanziarie Gauguin nel febbraio 1888 ripartì per Pont-Aven, città che lo allettava non solo per via dell'ampio credito che la pensione Gloanec, dove alloggiò e allestì lo studio, gli accordò: «l'elemento selvaggio e primitivo» era ciò che veramente lo attraeva di quei posti selvaggi, come confidò allo stesso Schuffenecker «Quando i miei zoccoli risuonano su questo suolo di granito, sento il tono sordo, opaco e possente che vorrei ottenere quando dipingo».
In estate Pont-Aven si popolava di pittori e Gauguin venne raggiunto anche da Charles Laval. Una conoscenza ancor più decisiva fu però quella del giovanissimo Émile Bernard, che in agosto si recò da Saint-Briac nel villaggio bretone, portando con sé alcune tele. Egli, insieme con l'amico pittore Anquetin, aveva messo a punto una nuova tecnica, il cloisonnisme, che captava gli stimoli provenienti dalle vetrate gotiche e dagli smalti medievali e si strutturava su campiture cromatiche piatte delimitate da contorni molto marcati. Questa nuova espressione d'arte, dalla forte portata simbolica e costruttiva, fu giudicata «molto interessante» da Gauguin, ammaliato dai modi di «le petit Bernard», «uno che non teme[va] nulla» e che gli forniva gli strumenti per sintetizzare, con uno stile fortemente anticonvenzionale e innovativo, le varie suggestioni recepite durante gli esordi: Degas, Cézanne, le stampe giapponesi. Il più alto frutto di questa felice creatività cloisonniste fu La visione dopo il sermone, un olio su tela oggi custodito alla National Gallery of Scotland di Edimburgo.

### Il dramma di Arles
Vincent van Gogh, dopo un'esistenza tumultuosa che lo portò ad essere prima mercante d'arte, poi predicatore nelle miserabili regioni minerarie del Belgio, e infine artista a Nuenen e Parigi, intendeva schiarire la sua pittura e animarla di una luce abbagliante, simile a quella che danzava nelle stampe giapponesi, e per inseguirla nel 1888 decise di lasciare la capitale e di inoltrarsi ad Arles, nel Meridione francese. Il progetto accarezzato da van Gogh ad Arles presentava un respiro corale e attivistico: per scrollarsi di dosso le pastoie dell'arte accademica, secondo il giudizio di van Gogh, si poteva e si doveva contare su un affratellamento di pittori che, dopo essersi riuniti in un apposito atelier (la celebre Casa gialla di place Lamartine), avrebbero potuto lottare insieme per un'arte e un mondo migliore, in un'ottica di cooperazione e solidarietà reciproca.

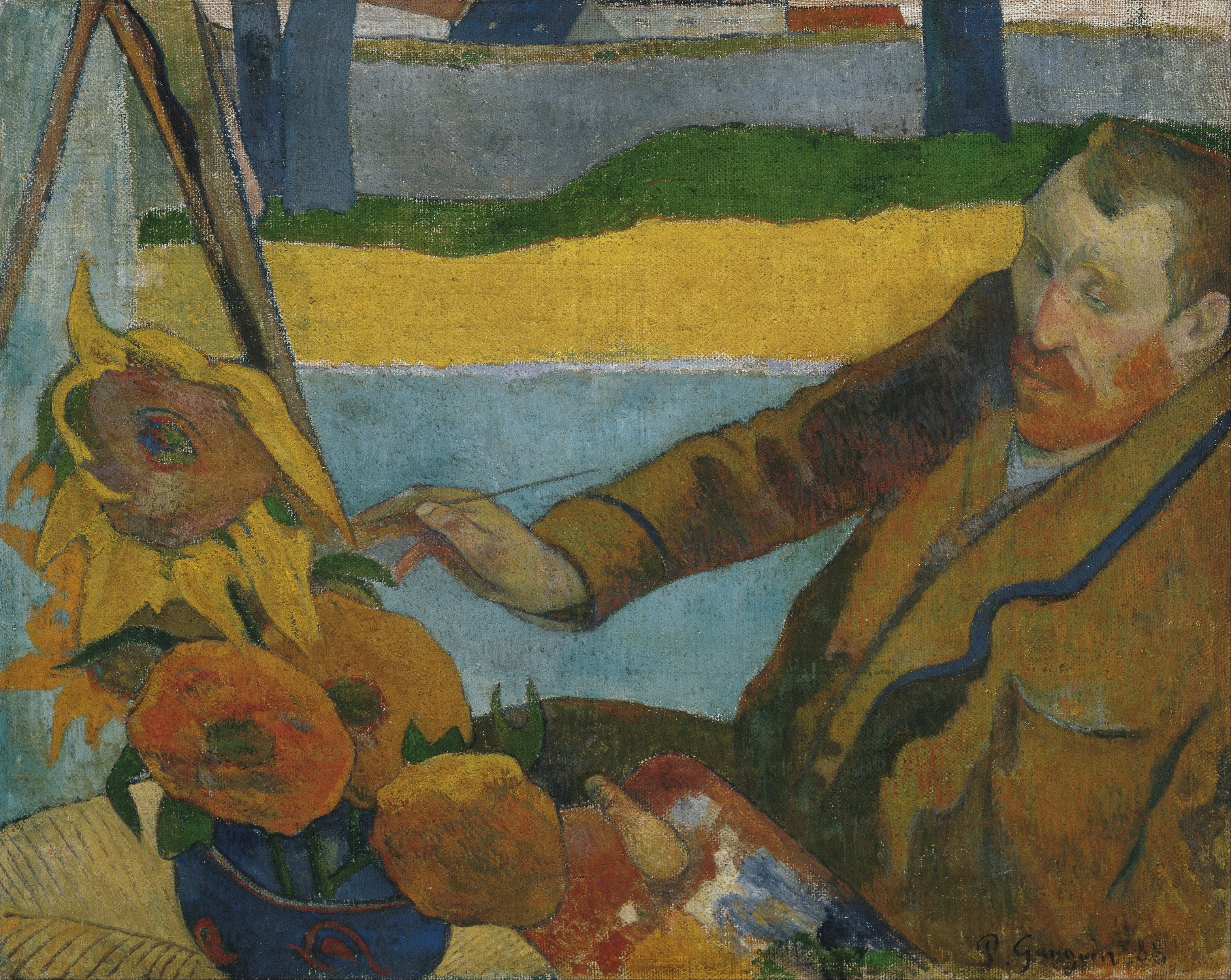
Paul Gauguin, Van Gogh mentre dipinge girasoli (1888) olio su tela, 73×91 cm, Van Gogh Museum, Amsterdam.

Gauguin amava intensamente la vita e non era disposto ad assoggettarsi a quello che, su stessa ammissione di van Gogh, più che uno studio artistico sembrava un ordine monastico. Van Gogh, tuttavia, nutriva una fede incrollabile nel suo progetto, che non esitò tra l'altro a comunicare al fratello Théo, al quale era legato da un rapporto affettuosissimo e particolarmente profondo: «Ho l'ambizione di riuscire a fare col mio lavoro una certa impressione a Gauguin e quindi non posso che desiderare di lavorare da solo, prima che lui venga, il più possibile. Il suo arrivo cambierà il mio modo di dipingere e spero che ci guadagnerò» scrisse entusiasta nella lettera 544.
Alla fine Gauguin, che apprezzava le opere di van Gogh ma era perplesso dalla sua eccentricità, accettò di andare a vivere sotto il sole del Sud, grazie al salvifico effetto di Théo, che in quell'estate del 1888 stipulò con lui un contratto che gli garantiva uno stipendio di centocinquanta franchi in cambio di un quadro ogni mese e il pagamento di ogni spesa relativa al soggiorno arlesiano. Gauguin, non abituato a ricevere tanto denaro, non poteva rifiutare e il 29 ottobre 1888 raggiunge Arles: a conti fatti quella operata da Gauguin non era che una prostituzione artistica, siccome era consapevole che avrebbe ingannato consapevolmente Vincent: il progetto della Casa Gialla non era per lui che un mero quanto utopico capriccio che, tuttavia, doveva fingere di supportare, pur di vedere i propri quadri venduti da Théo van Gogh, nella prospettiva di lasciare Arles una volta racimolato sufficiente denaro per raggiungere i Tropici.
La permanenza ad Arles, infatti, fu irta di difficoltà per entrambi. Mentre van Gogh apprezzava il paesaggio mediterraneo e dimostrò grande ammirazione per il suo nuovo compagno, Gauguin rimase profondamente deluso della Provenza - «trovo tutto piccolo, meschino, i paesaggi e le persone», scrisse a Bernard – e non credeva possibile una lunga convivenza con Vincent, dal quale tutto lo divideva: carattere, abitudini, gusti e concezioni artistiche. Ben presto, dunque, l'iniziativa di Vincent prese una piega tutt'altro che piacevole. Gauguin, d'altronde, non fece mistero dei contrasti che lo dividevano da van Gogh, e all'amico Schuffenecker («Schuff») scrisse:
(Paul Gauguin)

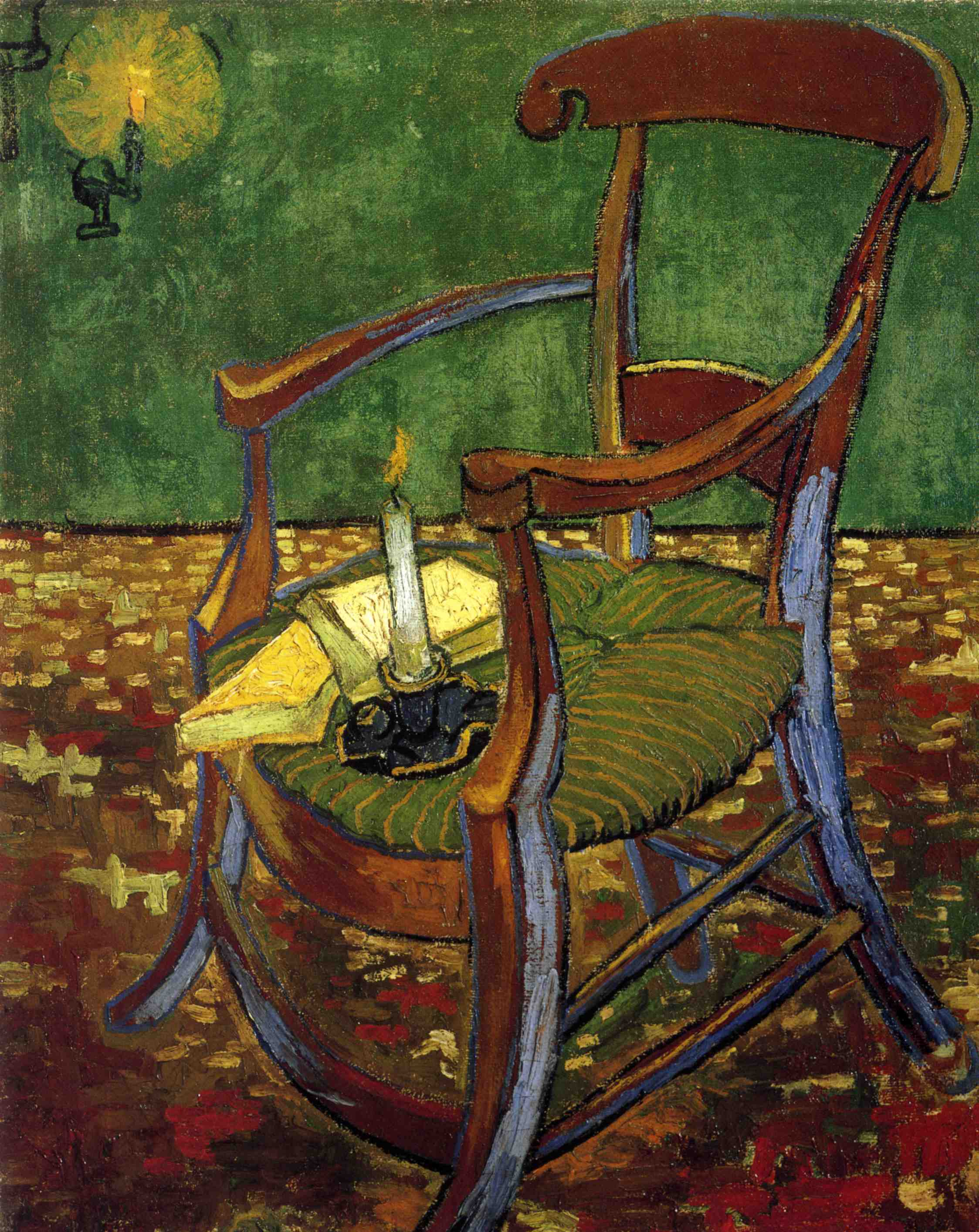
Vincent van Gogh, La sedia di Gauguin (1888); olio su tela, 90,5×72,5 cm, Van Gogh Museum, Amsterdam.

Il sostegno economico fornito da Théo era ormai insufficiente per convincere Gauguin a continuare a convivere con van Gogh, il quale subendo continuamente l'arroganza dell'amico e presagendo il rovinoso crollo del suo sogno di fondare un atelier del sud, era diventato sempre più bizzarro e stravagante. Niente sembrava poter allentare le tensioni esistenti tra i due: Gauguin, ormai disilluso, preferì avvertire Théo delle conflittualità esistenti e gli scrisse:
(Paul Gauguin)
Fu in questo modo che la Casa Gialla, ben lungi dal divenire quell'atelier del sud sognato così a lungo da Vincent, fu al contrario teatro di un episodio drammatico. In una crisi di follia, infatti, van Gogh si recise il lobo dell'orecchio sinistro, e fu poi internato in manicomio: Gauguin, profondamente scosso, si precipitò a Parigi, abbandonando l'amico nel dolore. Pur non sentendosi responsabile di questo tragico avvenimento Gauguin non solo ascoltò le preghiere di van Gogh evitando di «parlar male della nostra povera piccola casa gialla», ma conservò un ricordo molto affettuoso nei confronti dell'«amico Vincent» e un'enorme stima verso le sue opere. «Quando Gauguin dice "Vincent" la sua voce è dolce»: con questa frase, pronunciata da Jean Dolent e riportata in Avant et après, si può riassumere magistralmente un rapporto che, nonostante le varie ambivalenze, legava intimamente Gauguin con Vincent.

### Lapre-historiatahitiana
Dopo il triste epilogo della «Casa Gialla» Gauguin ritornò in Bretagna a Pont-Aven, nella prospettiva di accrescere la notorietà sua e degli altri artisti cloisonniste. Ciò, tuttavia, non avvenne. La presenza delle dodici tele gauguiniane alla mostra dei XX tenuta nel febbraio 1889 a Bruxelles, ad esempio, si risolse in un clamoroso insuccesso: i suoi dipinti, rimasti tutti invenduti, con i loro prati rossi, gli alberi blu e i cieli gialli, provocarono la maligna ilarità del pubblico. L'unica voce fuori dal coro fu il critico Octave Maus, che si espresse in questi termini: «Esprimo la mia sincera ammirazione per Paul Gauguin, uno dei coloristi più raffinati che io conosca e il pittore più alieno dai consueti trucchi che esista. L'elemento primitivo della sua pittura mi attrae come mi attrae l'incanto delle sue armonie. Vi è in lui del Cézanne e del Guillaumin; ma le sue tele più recenti testimoniano che si è avuta un'evoluzione rispetto a quelli e che già l'artista si è liberato da tutte le influenze ossessive».

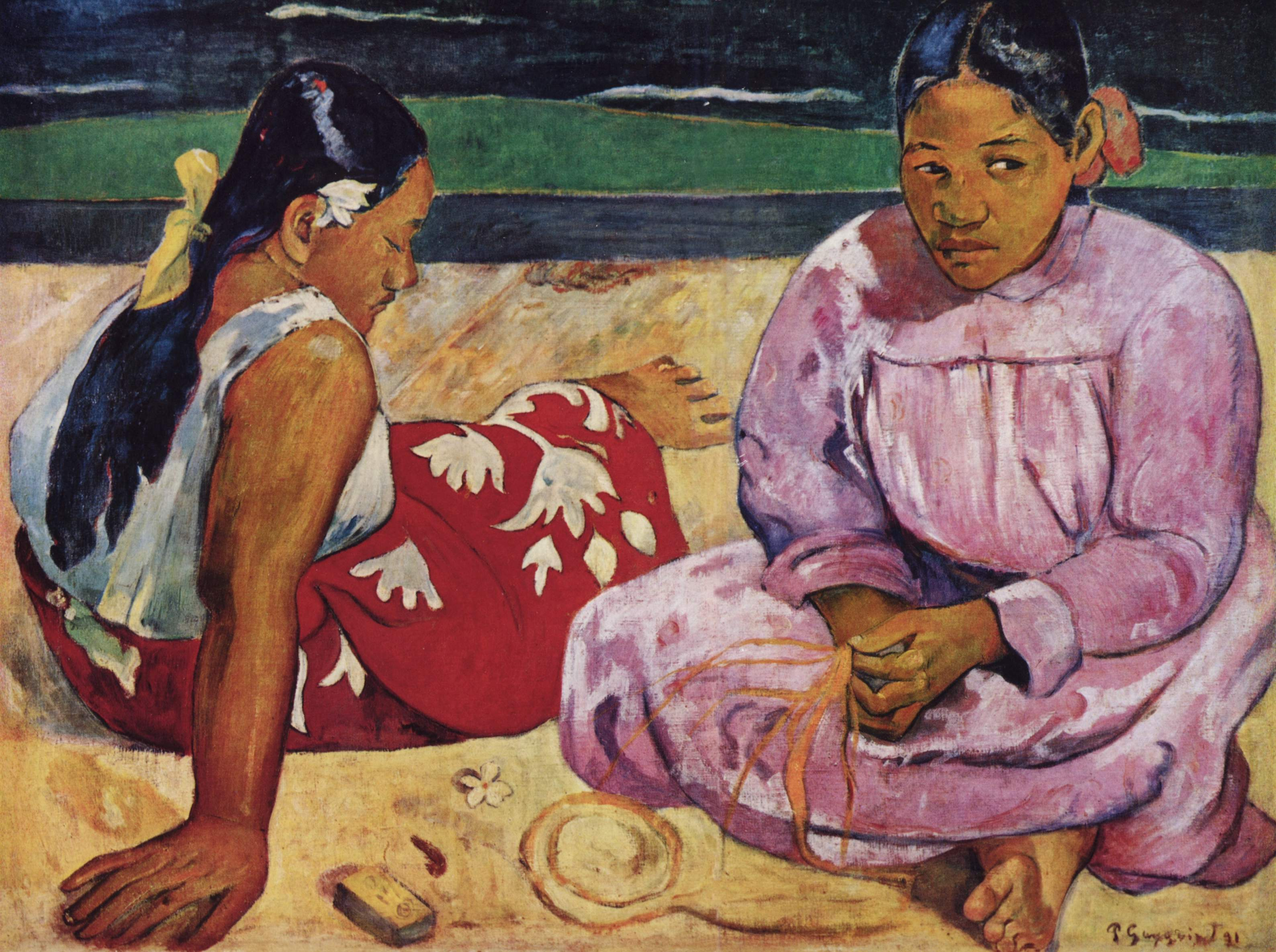
Paul Gauguin, Due donne tahitiane.

Non scoraggiato da questo insuccesso Gauguin decise di tornare a Parigi, che proprio in quell'anno ospitava l'Exposition Universelle, fiera commerciale e scientifico-culturale che intendeva celebrare i fasti della produzione industriale e riaffermare la rinata gloire francese, appannata dopo l'infausta disfatta di Napoleone III nella guerra contro la Prussia. Per stupire il mondo e ribadire la grandeur della Francia libera e repubblicana Gustave Eiffel costruì una formidabile tour en fer di trecento metri: a Parigi non si parlava di altro, e furono in molti a ricoprirla di vituperi: questa «torre ridicola e vertiginosa» che schiacciava «ogni cosa con la sua massa barbara e sinistra» e con il suo «scheletro sgraziato e gigantesco», sorprendentemente, risultò assai gradita a Gauguin, che in un articolo espose con lucida quanto anticonformistica lungimiranza i suoi pareri in merito all'utilizzo del ferro nelle architetture, assolutamente lecito, purché privo di mistificazioni di sorta.
Gauguin, tuttavia, non era giunto a Parigi solo per ammirare la torre Eiffel, bensì soprattutto per sfruttare le potenzialità pubblicitarie dell'Esposizione e per esporre, durante il periodo della manifestazione, alcune sue opere insieme a Louis Anquetin, Émile Bernard, Léon Fauché, Charles Laval, George-Daniel de Monfreid, Louis Roy ed Émile Schuffenecker: nonostante il pomposo monopolio detenuto dall'art pompier a Gauguin e alla sua bànde vennero concessi i locali del Caffè Volpini, a pochissimi passi dal Campo di Marte, dove l'Exposition Universelle aveva luogo. Concepita in termini antitetici rispetto alle esposizioni d'arte ufficialmente promosse dallo Stato francese, la mostra «impressionista e sintetista», come fu denominata dallo stesso Gauguin, fu accolta dall'usuale silenzio della critica e del pubblico, anche se non mancò di polarizzare l'interesse dei futuri pittori Nabis.

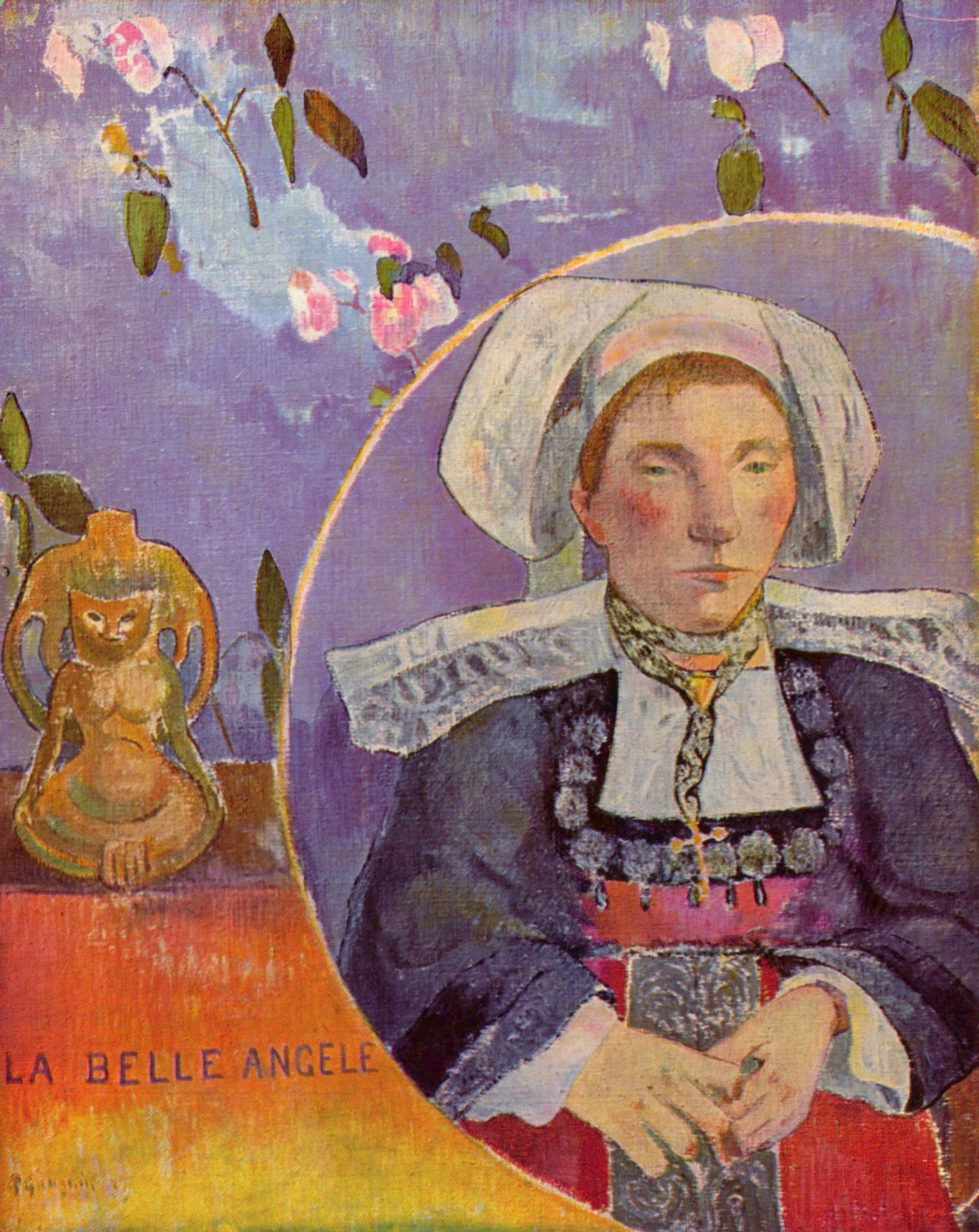
Paul Gauguin, La Bella Angèle (1889); olio su tela, 92×73 cm, Museo d'Orsay, Parigi.

Nessuno degli espositori, malgrado il nome dato al gruppo, era comunque un impressionista e infatti sulla mostra piovve la disapprovazione dei «veri» impressionisti, Pissarro in testa. Così, senza che nessuno degli espositori fosse riuscito a vendere un solo quadro, Gauguin ritornò a Pont-Aven e di qui si trasferì in autunno nel vicino Le Pouldu, allora un minuscolo villaggio, anch'esso affacciato sull'oceano.
Con il crollo della fiducia positivistica nel progresso e l'affermarsi di una nuova sensibilità idealista-spiritualista Gauguin, circondato da un alone di anticonformismo e di esotico sacralismo, iniziò a godere di una maggiore popolarità, sia nella scena artistica che in quella letteraria, che molto doveva alle sue opere: importanti furono le amicizie con Mallarmé, Redon, Morice e, soprattutto, Aurier, poeta che in un articolo apparso nel 1891 sul Mercure de France prese le difese della pittura di Gauguin e dei suoi discepoli, da lui battezzata «ideista», fornendole una patente di legittimità e formulando una delle prime definizioni di questa innovativa tendenza. Gauguin, d'altronde, era contento di esser finalmente giunto a un punto decisivo della sua maturazione pittorica, condotta nel segno di un sincretismo tra un cromatismo accesissimo, gli insegnamenti di Cézanne, il misticismo che gli era già proprio, l'arte primitiva incontrata in Perù e conosciuta in Bretagna. Felice espressione di questo periodo dell'arte gauguiniana è Il Cristo giallo, oggi conservato nel museo di Buffalo, negli Stati Uniti.
Egli, tuttavia, era consapevole di come la Francia fosse poco stimolante per la sua arte: la sua inquietudine poteva placarsi infatti solo in un posto distante anni luce dall'Europa, in un mondo incontaminato e incontaminabile dove tutto era autenticamente primitivo. Né il Madagascar né il Tonchino convinsero pienamente Gauguin, che alla fine optò per Tahiti, luogo celebrato ne Le Mariage di Pierre Loti che vi aveva individuato un vero e proprio paradiso terrestre, congeniale per una felice realizzazione dei propri progetti artistici e lontanissima dalla disuguaglianza e dalla sopraffazione tipiche della società civilizzata. Per questo, il pittore tornò a Parigi. L'intento di Gauguin ora era quello di raccogliere sufficiente denaro per sostenere la causa tahitiana: dopo il fallimento delle trattative con un certo Charlopin, inventore, il quale gli aveva offerto cinquemila franchi (somma con la quale sarebbe stato possibile un lunghissimo soggiorno in qualunque terra tropicale) per un consistente numero di suoi dipinti, Gauguin seppe rifarsi con l'asta delle sue opere tenutasi a Parigi all'Hôtel Drouot il 23 febbraio 1891, la quale gli fruttò più di novemila franchi, come comunicò solerte alla moglie la quale non ottenne un soldo, pur dovendo mantenere a Copenaghen cinque figli con un mestiere tutt'altro che redditizio. Intanto, il pittore aveva allacciato una relazione con una modista che gli faceva anche da modella, Juliette Huet, che ben presto rimase incinta. 
Tuttavia, la vendita all'asta e il momento positivo dell'artista incrinarono i rapporti con Gauguin e col gruppo di Pont Aven: se da un lato vari ex-compagni avevano intrapreso la loro strada (giungendo a fondare il movimento Nabis), dall'altro sia Gauguin che Bernard si attribuirono la paternità del nuovo movimento Sintesista, accusandosi reciprocamente di plagio. E inoltre lo stesso Gauguin, dopo il secondo soggiorno bretone, aveva cominciato a riscuotere molti consensi e veniva ritenuto dalla stampa ( e da Aurier in testa, che gli dedicò un importante articolo) il solo e unico fondatore del movimento. L'ottenimento del permesso del governo di partire per Tahiti, infine, fu la classica goccia che fece traboccare il vaso: Bernard, sentendosi messo da parte, giunse alla rottura con Gauguin durante l'asta nel febbraio del 1891, riservandogli, da allora fino alla sua morte, atteggiamenti ostili.

### La fuga a Tahiti

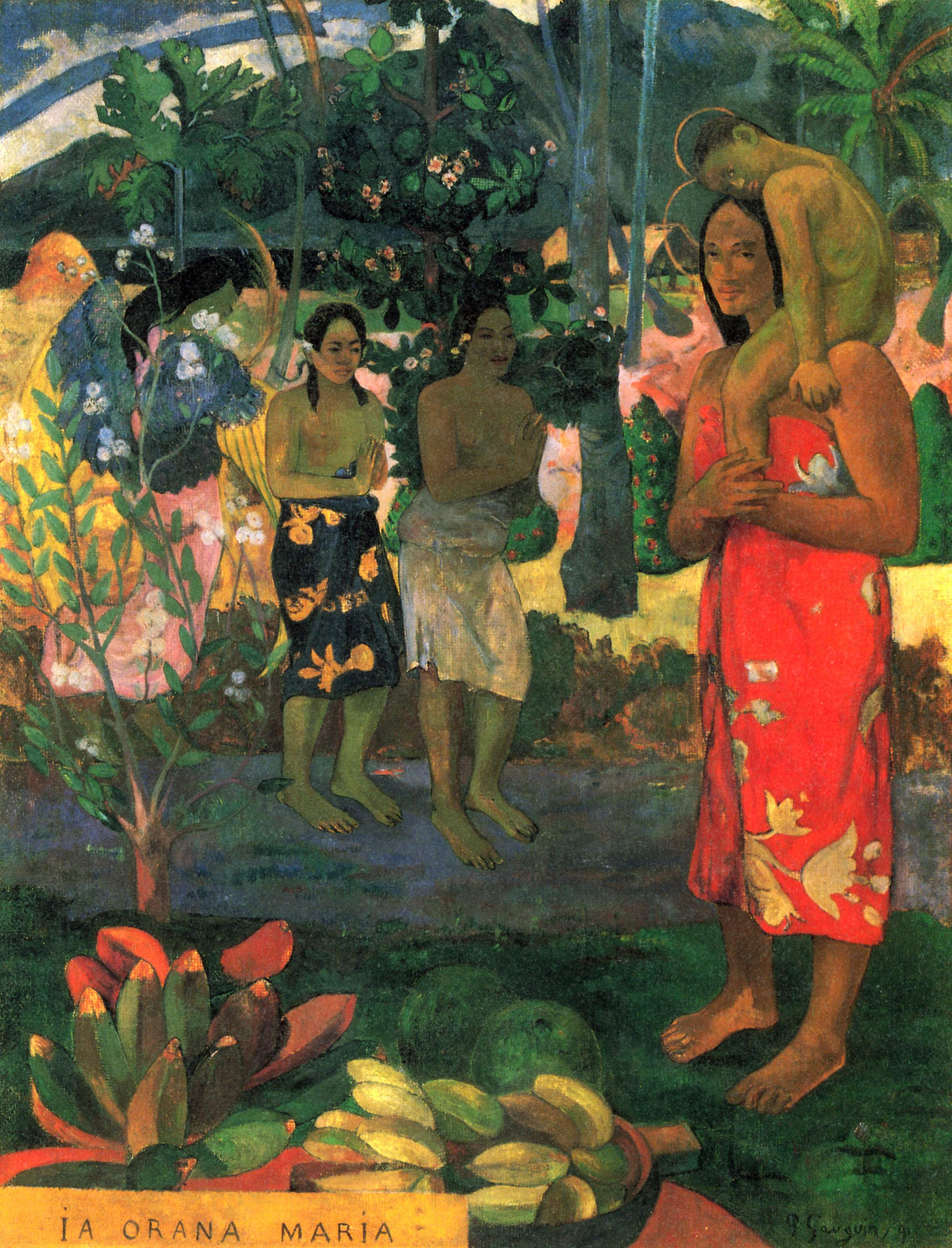
Paul Gauguin, Ia Orana Maria (1891); olio su tela, 113,7×87,7 cm, Metropolitan Museum of Art, New York.

Al pittore simbolista Odilon Redon, che gli aveva fatto un ritratto e cercò di dissuaderlo a partire, Gauguin scrisse di aver «deciso di andare a Tahiti per finire là la mia esistenza. Credo che la mia arte, che voi ammirate tanto, non sia che un germoglio, e spero di poterla coltivare laggiù per me stesso allo stato primitivo e selvaggio. Per far questo mi occorre la calma: che me ne importa della gloria di fronte agli altri! Per questo mondo Gauguin sarà finito, non si vedrà più niente di lui» partì quindi per Tahiti. Il dado ormai era tratto: il 23 marzo 1891 Gauguin salutò gli amici simbolisti in un banchetto presieduto da Mallarmé tenuto nel loro ritrovo abituale del Café Voltaire di Parigi, e il 4 aprile partì per Marsiglia dove, il 24 aprile, lo attendeva la nave per Tahiti.
Era riuscito a sovvenzionare il viaggio con il sostegno economico del governo francese, dal quale fu incaricato di recarsi a Tahiti per «fissare il carattere e la luce della regione», definizione che preserva l'aroma di quelle mission scientifiques che tentavano di giustificare dal punto di vista culturale le mire espansionistiche degli stati europei durante l'epoca coloniale.

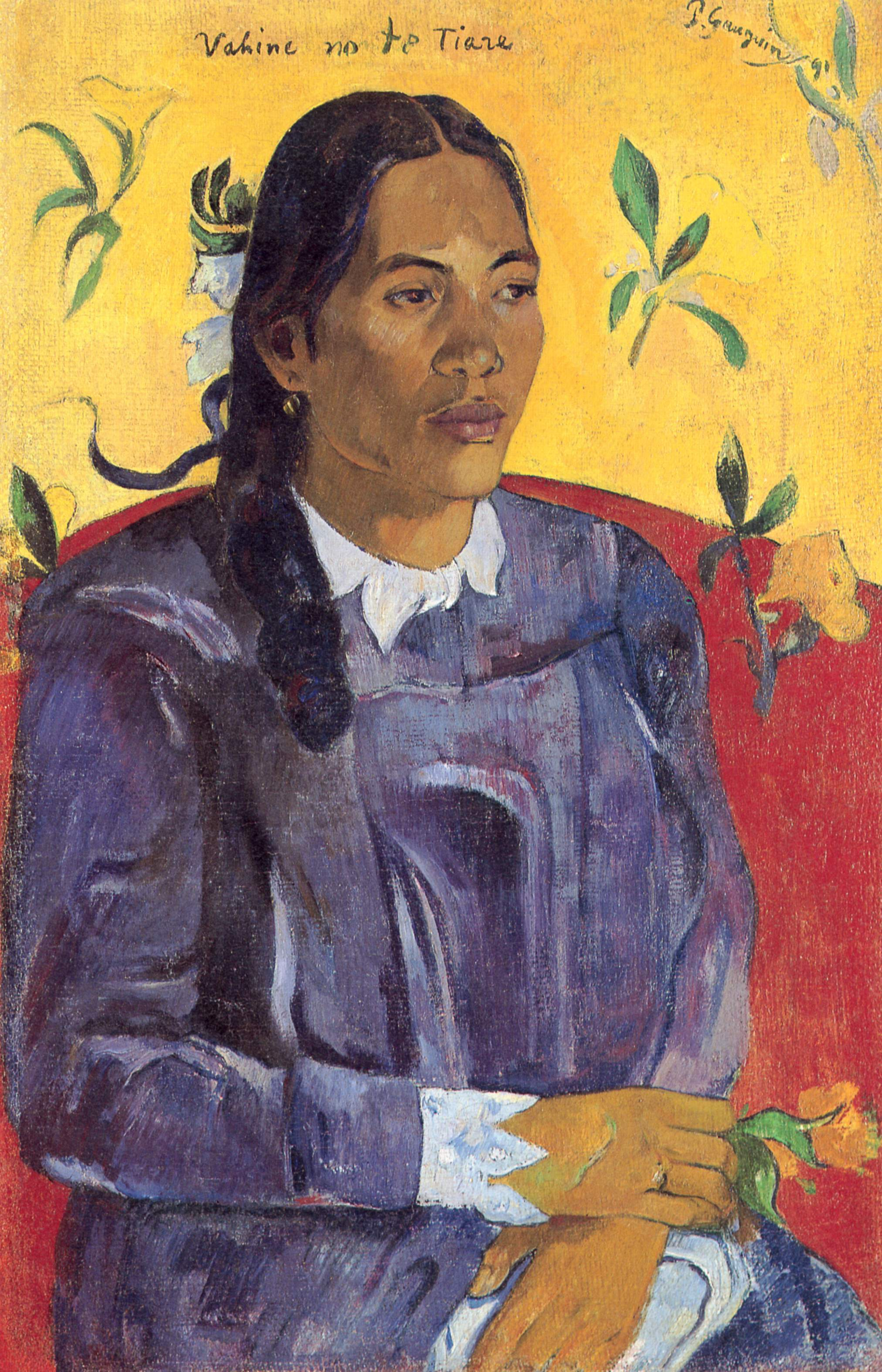
Paul Gauguin, Donna con un fiore (1891), olio su tela, 70×46 cm, Ny Carlsberg Glyptotek, Copenaghen.

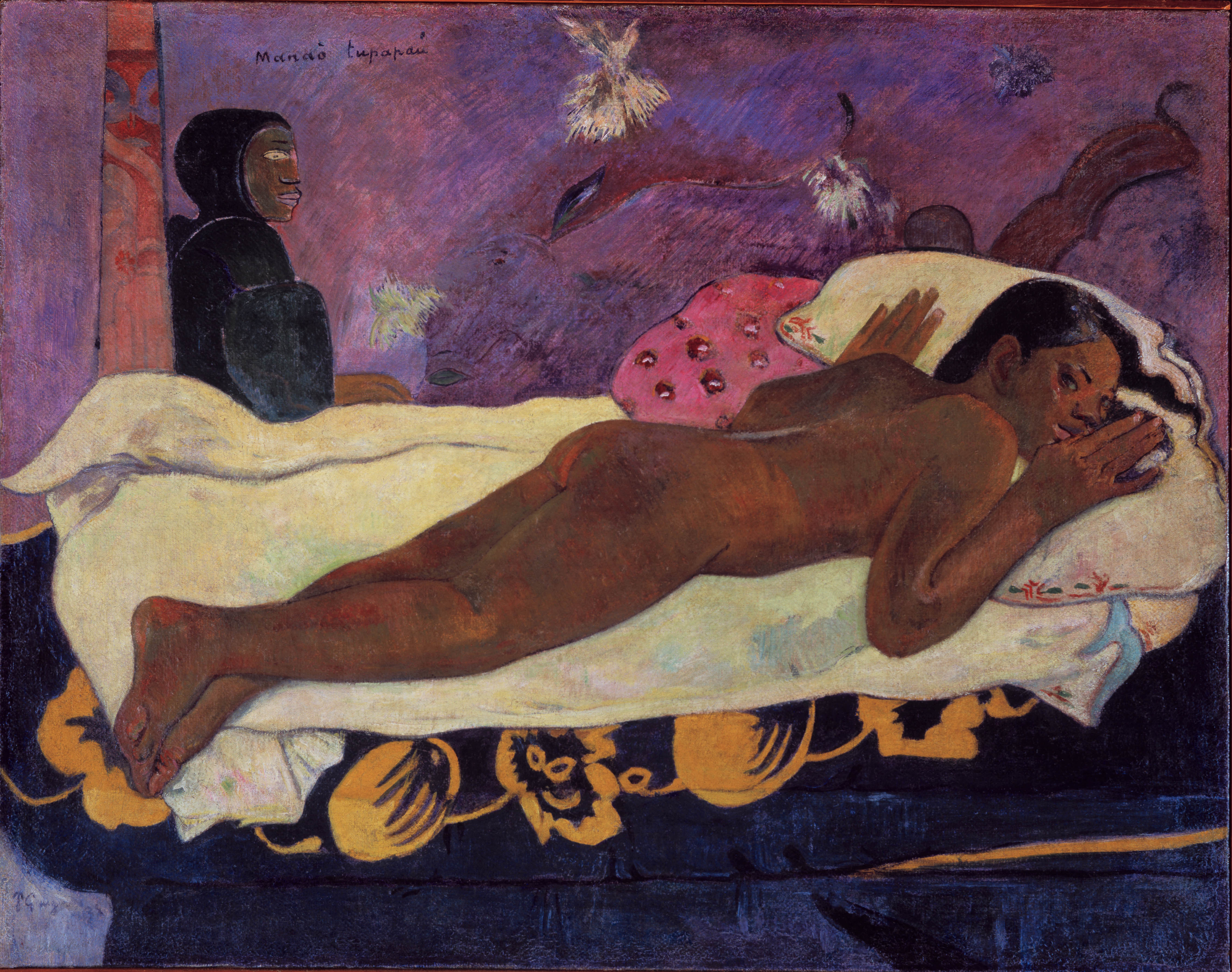
Paul Gauguin, Manao tupapau (1892), olio su tela, 73x92 cm, Albright-Knox Art Gallery, Buffalo.

Il viaggio da Marsiglia durò sessantacinque giorni, a causa dei lunghi scali – a Bombay, Perth, Melbourne, Sidney e Auckland – effettuati lungo il percorso. Il 28 giugno 1891 Gauguin sbarcò a Papeete, il capoluogo di Tahiti, presentandosi al governatore per specificargli la sua condizione di «inviato in missione artistica». Due settimane dopo il suo arrivo sull'isola, tuttavia, Gauguin ebbe la sfortuna di apprendere la notizia della morte di Pomaré V, l'ultimo sovrano indigeno di Tahiti, dal quale sperava di ottenere dei favori particolari. Fu questo un avvenimento che Gauguin ritenne emblematico: con l'amministrazione passata in mani francesi non si faceva che suggellare il tramonto di un'intera civiltà, contagiata dai costumi europei e dall'arrivo dei primi colonialisti. «Tahiti sta diventando tutta francese» ringhiò Gauguin in una lettera alla moglie Mette «a poco a poco, il vecchio stato di cose scomparirà. I nostri missionari hanno già importato molta ipocrisia ed eliminato in parte la poesia». L'emigrazione europea aveva in effetti condotto alla formazione di famiglie miste e introdotto modi di vita europei, allo sviluppo del commercio, della piccola industria, dell'agricoltura intensiva, e all'introduzione del culto cristiano, prevalentemente cattolico.
Un barlume di speranza, tuttavia, sembrò accendersi nel cuore di Gauguin quando partecipò ai funerali di Pomaré V, attesi da un amplissimo concorso di indigeni dai costumi ancora integri. Fu allora che Gauguin comprese come la capitale Papeete, accogliendo soprattutto funzionari francesi e le famiglie dei notabili indigeni, non conservasse l'espressione dell'autentica civiltà maori, dei genuini caratteri e dei ritmi vitali degli indigeni non ancora toccati dal dominante influsso coloniale, che potevano essere rintracciati solo nei villaggi più lontani. Perciò, dopo qualche mese, insieme con la meticcia Titi, il pittore si trasferì venti chilometri più lontano, a Pacca. Ben presto, tuttavia, il pittore fu deluso anche da Titi, donna troppo «civilizzata […] per metà bianca e falsa a causa del contatto con gli europei», e pertanto inadeguata per la sua missione pittorica. Fu allora che Gauguin si inoltrò nel villaggio di Mataiea, dove fece la conoscenza della tredicenne Tehura, che portò a vivere con lui: polinesiana, dalla personalità incontaminata e impenetrabile, questa «buona selvaggia» era perfetta per realizzare l'obbiettivo che si era prefisso. Una volta imparata la lingua maori, grazie ad una sua amica di nome Suzanne Bambridge, Gauguin riuscì ad integrarsi bene nella comunità indigena, ad assimilarne i costumi e le tradizioni, a familiarizzare con i loro stili di vita. Intanto, a Parigi, il 13 agosto di quello stesso 1891, Juliette Huet dava alla luce una bambina di nome Germaine.
A Mataiea il pittore si stabilì presso una capanna di bambù con il tetto di foglie di palma davanti all'oceano, arredata con stampe giapponesi, riproduzione di figure giavanesi ed egizie e altri arredi relativi al suo bagaglio culturale ed esistenziale: «Mi porto, in fotografie e disegni, un piccolo mondo di amici che mi parleranno ogni giorno di voi» scrisse ad Odilon Redon.
In Noa-Noa, la profumata – il racconto biografico e romanzato della sua scoperta dell'isola – Gauguin scrisse che «la civiltà mi sta lentamente abbandonando. Comincio a pensare con semplicità, a non avere più odio per il mio prossimo, anzi ad amarlo. Godo tutte le gioie della vita libera, animale e umana. Sfuggo alla fatica, penetro nella natura: con la certezza di un domani uguale al presente, così libero, così bello, la pace discende in me; mi evolvo normalmente e non ho più vane preoccupazioni». Non è proprio così, perché il denaro cominciava lentamente a diminuire, dalla Francia non ne arrivava altro e le comunicazioni epistolari iniziarono a farsi lentissime. Stimolato dalla colorita mitologia maori e dalla florida bellezza delle donne locali, a Tahiti Gauguin licenziò un cospicuo numero di tele, fra le quali vanno senza dubbio segnalate Ia Orana Maria, Aha oe feii? e Manao tupapau. Si dedicò anche alla produzione di sculture in legno e in ceramica nelle quali rappresentò dei e idoli maori senza scrupoli filologici, ma operando una contaminazione di motivi iconografici, ridando in qualche modo vita a immagini della tradizione religiosa tahitiana in via di estinzione, raggiungendo così «il fine di ridare forma e speranza a una società sul punto di morire».

### Il ritorno in Francia

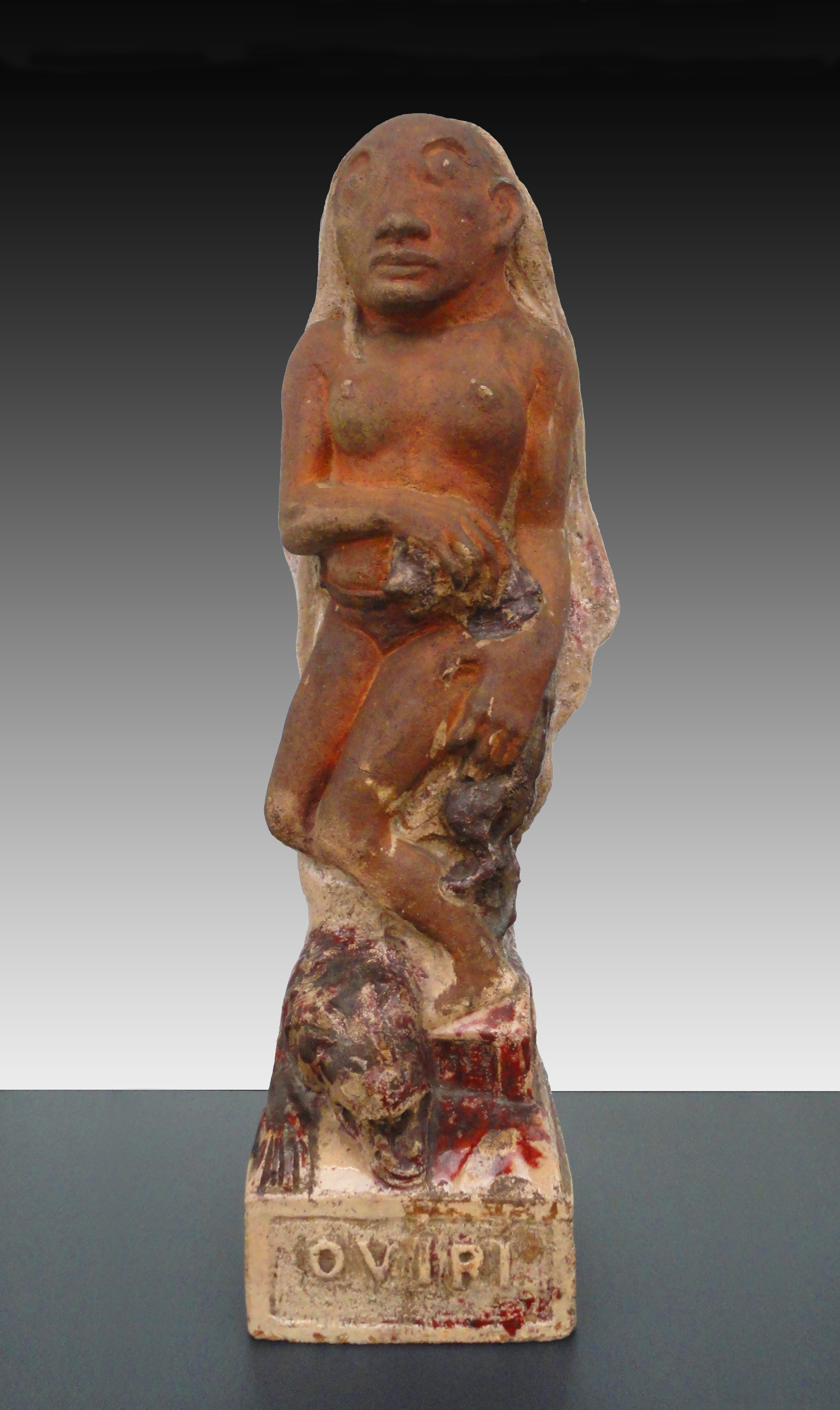
Paul Gauguin, Oviri (1894), scultura, museo d'Orsay, Parigi.

C'era ancora molta strada da fare, e Gauguin, pur compiacendosi dei progressi compiuti, sapeva di non esser riuscito a completare la sua missione pittorica. Era nelle sue intenzioni rimanere più a lungo a Tahiti, tuttavia l'opprimente peso della solitudine, le pressanti condizioni economiche (per nulla alleviate dalla partecipazione all'Esposizione Libera di Arte Moderna di Copenaghen, dove le sue opere rimasero invendute) e le difficoltà materiali di sorta lo sollecitarono a fare la domanda per il rimpatrio. Neppure la silenziosa Tehura, che a causa della sua giovane età non poteva partecipare ai culti tribali, era più di aiuto a Gauguin, ormai disilluso di poter mai trovare le sorgenti del primitivismo, così a lungo bramate già durante il soggiorno bretone.
Nell'aprile del 1893, una volta ottenuto l'ordine di rimpatrio, Gauguin si imbarcò a Tahiti su una nave che, tre mesi dopo, lo condusse a Marsiglia, dove giunse in un grande disagio economico e fisico. Con sé, tuttavia, aveva un notevole bagaglio di esperienze e numerosi quadri che egli riteneva inestimabili per il loro pregio artistico. Per fortuna, però, le cose andarono per il meglio: grazie al denaro inviatogli dagli amici Paul Sérusier e George-Daniel de Monfreid (suo primo biografo) e alla predisposizione di una ricca eredità da parte dello zio Isidoro di Orléans (ben novemila franchi) Gauguin riuscì a pagare i debiti e a ritornare a Parigi, dove poté finalmente dedicarsi a tempo pieno alla sua arte, senza preoccupazioni materiali. Per promuovere le sue opere Gauguin sfruttò la carta del suo viaggio tahitiano: era sua opinione, infatti, che condurre uno stile di vita bizzarro e disinvolto, nel culto della Polinesia e delle sue tradizioni esotiche, fosse il modo giusto per attirare su di sé l'attenzione dei critici e del pubblico.
Fu così che, sostenuto dall'eredità di Isidore, Gauguin prese in affitto un alloggio-studio a rue Vercingétorix e lo arredò esoticamente, con oggetti guerreschi maori, stoffe polinesiane, pareti dipinte in verde e giallo cromo e chincaglierie coloniali: a coronare il tutto vi erano poi una scimmietta, un pappagallo, la scritta «Te fararu» [Qui si ama] sull'uscio della porta e l'immancabile Anna, una mulatta giavanese con la quale il pittore trascorse notti piccanti e lussuriose. Nell'insieme questo atelier era così innovativo e audacemente ambiguo che i benpensanti del bel mondo parigino, quando Gauguin vi indiceva un incontro con i suoi amici simbolisti, non potevano fare a meno di pensare a sfrenate orge carnali.

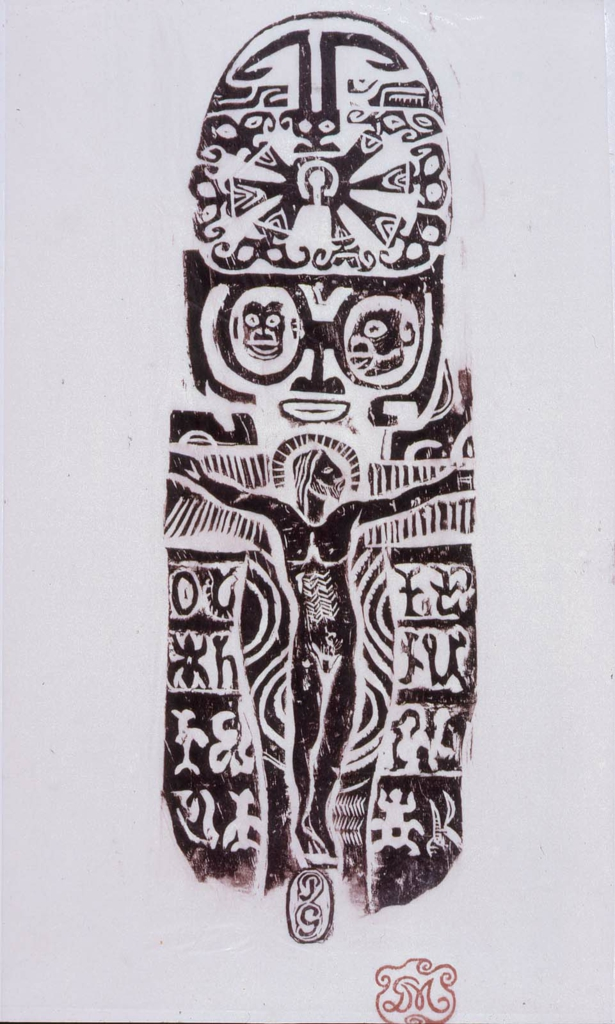
Paul Gauguin, Cristo in croce, Museum of Fine Arts, Boston.

Gauguin, poi, intendeva promuovere i suoi dipinti con altre due strategie complementari a questo suo stile di vita eccentrico.
Con il patrocinio di Degas (fervente ammiratore delle sue opere), Gauguin allestì nel 1893 una mostra personale presso la Galleria Durand-Ruel: le quarantaquattro opere esposte, tuttavia, furono accolte assai freddamente, e ad apprezzarle furono solo i Nabis e Mallarmé, per il quale era «incredibile che qualcuno riesca a mettere tanto mistero in tanto splendore». Gauguin, poi, sfruttò la sua avventura esotica anche sotto il profilo letterario, pubblicando libri propedeutici a una maggiore comprensione della sua pittura sulla base di alcuni manoscritti redatti a Tahiti: Cahier pour Aline, dedicato alla sua figliola prediletta («note sparse senza continuità, come i sogni, come la vita fatta tutta di frammenti»), e soprattutto Noa Noa [profumata profumata], un «libro d'artista» dove sono raccolti testi autobiografici ed etnografici. A causa di alcuni disguidi editoriali, tuttavia, Gauguin riuscì a pubblicare Noa Noa solo nel 1901, «fuori stagione», come osservò egli stesso.
A dicembre Gauguin rese l'ultima visita alla famiglia a Copenaghen e nel maggio del 1894, mosso da un'intensa nostalgia, fece ritorno nei suoi luoghi preferiti della Bretagna, in compagnia dell'amata Anna. Tutto, però, era cambiato, anche nel piccolo villaggio bretone: la Marie Gloanec aveva chiuso la sua pensione, i suoi condiscepoli di Pont-Aven non erano più disposti a seguirlo, essendo presi da ricerche figurative del tutto individuali, e per di più l'insofferenza della popolazione locale verso l'amante mulatta Anna lo fece incappare in numerose disavventure. Il 24, durante una passeggiata sulla banchina di Concarneau, alcuni marinai rivolsero ad Anna e alla scimmietta di Gauguin commenti pesanti e volgari. Gauguin, indignato, reagì di malo modo, ma venne picchiato e si fratturò una caviglia. Per di più, mentre era ricoverato in ospedale, Anna fece ritorno a Parigi, s'impossessò del denaro – non toccò invece nessuno dei dipinti – e fece perdere le sue tracce.

### Gli ultimi anni in Polinesia

#### Da dove veniamo? Chi siamo? Dove andiamo?
Impossibilitato a dipingere per via della degenza in ospedale, privo dell'amore che Anna, seppur ipocritamente, gli aveva rivolto in quello che fu il suo ultimo soggiorno francese, Gauguin non ne poteva più di rimanere in Francia. D'altronde, non vi era giunto con la prospettiva di rimanervi. Nuovamente deciso a partire per la Polinesia, il 18 febbraio 1895 organizzò una vendita delle sue tele: il ricavo fu modesto - il fallimento della mostra lo ferì profondamente, e lui stesso ammise che quella stessa sera «piangeva come un bambino» - ma sufficiente per partire. Il mondo sognato da Gauguin e quello occidentale erano definitivamente incompatibili: a testimoniarcelo è l'ultima statuetta realizzata dall'artista sul suolo europeo, Oviri, un idolo esotico in grès che riproduce plasticamente l'insanabile voglia di fuggire che animava Gauguin in quei giorni. Dopo aver affidato la maggior parte dei suoi dipinti ad Auguste Bachu e Georges Chaudet, il 3 luglio Gauguin si imbarcò a Marsiglia:
(Paul Gauguin)

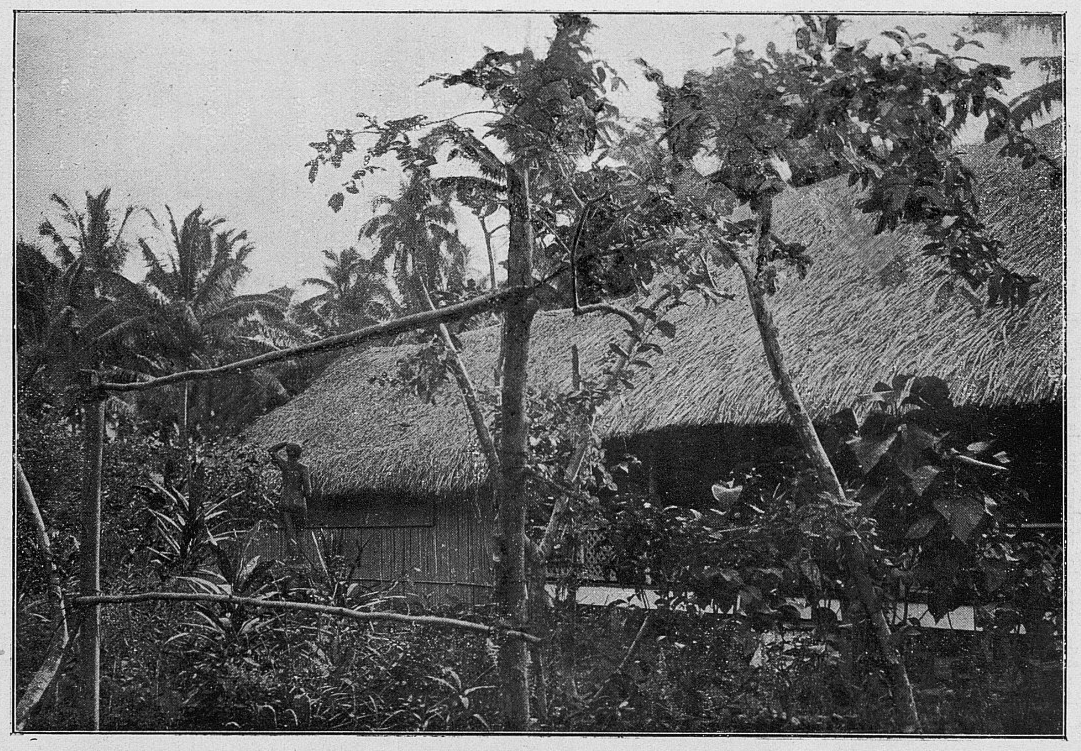
La casa di Gauguin a Tahiti: si noti, sullo sfondo, la scultura riproducente una donna nuda.

Raggiunta Papeete l'8 settembre Gauguin si trasferì nel villaggio di Paunaania, dove affittò un terreno sul quale, con l'aiuto degli indigeni, si costruì una capanna. Furono questi anni ricchi di emozioni e di avvenimenti, sia positivi che negativi. La sua salute appariva compromessa dalla frattura non risolta della caviglia, dalle numerose piaghe alle gambe, dalle frequentissime eruzioni cutanee e dalla sifilide, contratta in occasione di un incontro con una prostituta: una degenza di due mesi in ospedale gli recò poco giovamento. Più felice fu la convivenza con la quattordicenne Pahura la quale, nel 1896, gli partorì una figlia che tuttavia sopravvisse solo un anno. Nel marzo del 1897 gli giunse invece dalla moglie la notizia della morte per polmonite della figlia prediletta Aline, avvenuta il precedente gennaio; da questo momento Gauguin non avrà più notizie della famiglia.
L'isolamento affettivo, l'aridità morale, il grave lutto della figlioletta furono tutti fattori che scaraventarono Gauguin in uno stato di spaventosa prostrazione. Sentendosi disperatamente solo, Gauguin nel 1897 si recò sulla sommità di una montagna con una boccetta di arsenico e tentò di suicidarsi ingerendo il veleno letale: la dose assunta, tuttavia, era talmente elevata che Gauguin rigurgitò spontaneamente la tossina e rimase l'intera giornata sulla montagna in preda a dolori strazianti, per poi scendere a farsi curare dal medico del villaggio. L'espressione pittorica più compiuta del torpore esistenziale che avvolgeva Gauguin in questo periodo è la monumentale tela Da dove veniamo? Chi siamo? Dove andiamo?, iniziata poco prima del tentativo di suicidio.

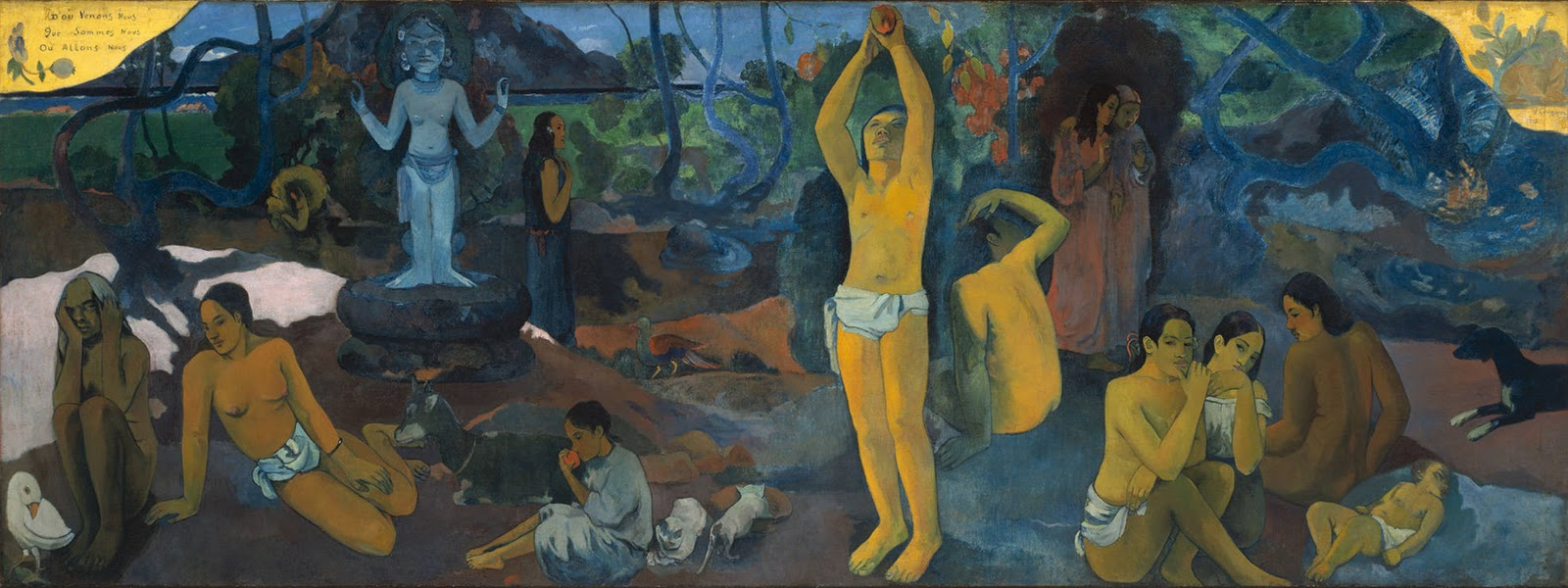
Paul Gauguin, Da dove veniamo? Chi siamo? Dove andiamo? (1897-1898), olio su tela, 139×374,5 cm, Museum of Fine Arts, Boston.

Una volta rinsavito dalle sue velleità suicide Gauguin era più battagliero che mai. Alla fine di quell'anno portò a termine il manoscritto L'Église catholique et les temps modernes, un velenoso attacco alla Chiesa cattolica, accusata di «falsificazioni e imposture», in quanto avrebbe tradito lo spirito originario del Cristianesimo. Secondo Gauguin esiste un'unica verità in tutte le religioni, dal momento che tutte sarebbero fondate su un mito primigenio, dal quale si sarebbero poi differenziate. Si tratta allora di recuperare il significato autentico della dottrina cristiana «corrispondente così esattamente e anche in modo grandioso alle aspirazioni ideali e scientifiche della nostra natura», attuando così «la nostra rigenerazione». Questa guerresca invettiva contro la religione, tuttavia, servì a poco, se non ad attrarsi le malevolenze delle autorità ecclesiastiche del villaggio.
Gauguin collaborò anche con il giornale satirico Les Guêpes, pubblicandovi articoli e vignette contro l'amministrazione coloniale francese, accusata di opprimere gli abitanti indigeni; in agosto pubblicò a sue spese un altro giornale satirico, Le Sourire, sempre in polemica con le autorità e con i loro soprusi. Considerata la necessità di guadagnare più denaro, Gauguin si trasferì poi a Papeete dove s'impiegò, per sei franchi al giorno, come scrivano nel Ministero dei Lavori Pubblici, finché, con il denaro pervenutogli dalla Francia grazie alla vendita dei suoi quadri, riuscì a estinguere il debito con la banca, potendo così lasciare l'impiego e tornare nella sua casa di Paunaania, dove la sua compagna Pahura gli diede un altro figlio, Émile.

#### Hiva Oa

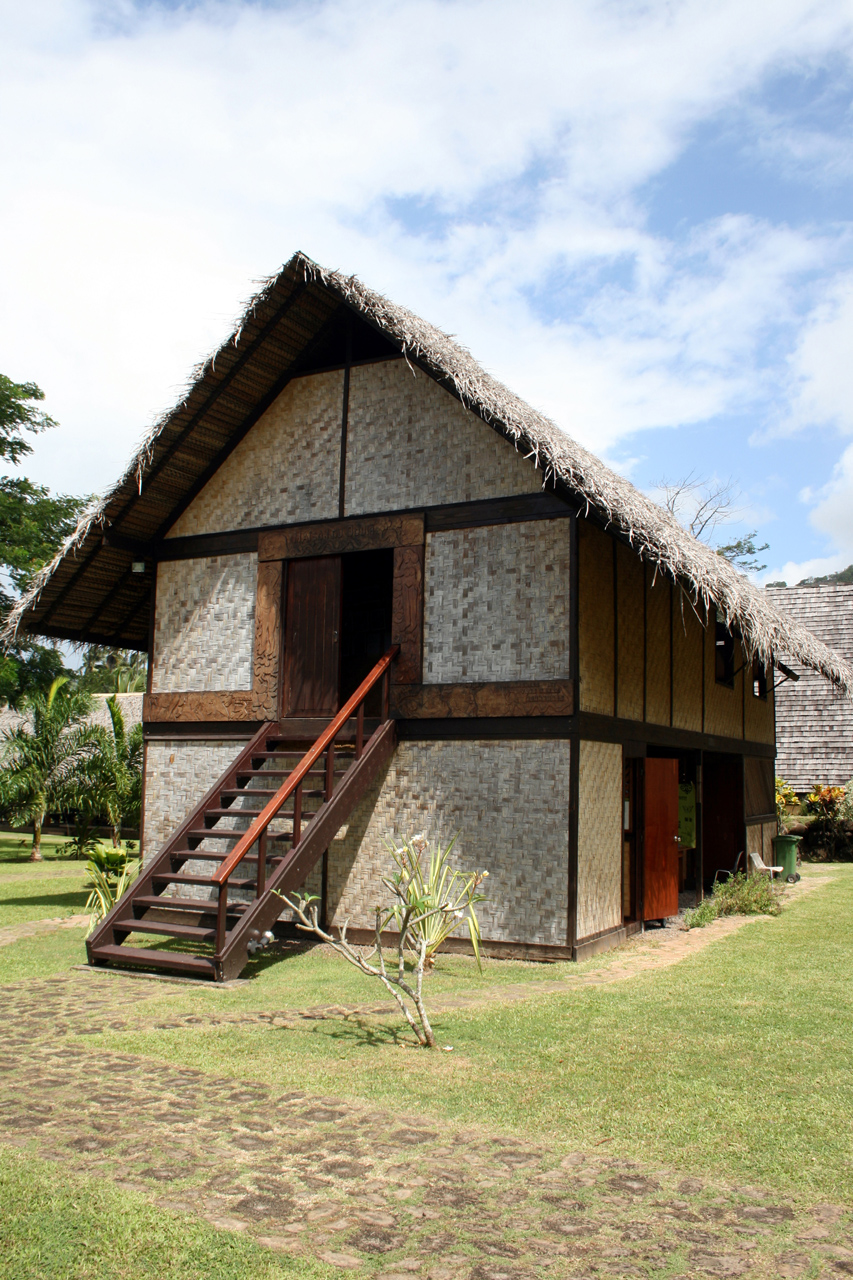
Ricostruzione della Maison du Jouir [Casa del Piacere] di Gauguin a Hiva Oa.

Nel frattempo, dopo aver prodotto un'impressionante mole di dipinti, Gauguin sentì l'esigenza di ricercare ambienti esotici più stimolanti e per questo motivo approdò all'inizio nel 1901 Hiva Oa, nelle isole Marchesi, a circa millequattrocento chilometri a nord-est di Tahiti. A Hiva Oa Gauguin recuperò le sue energie creative e diede vita a dipinti particolarmente riusciti e sereni, animati da un perfetto equilibrio tra il colore e la luce, oltre che a numerosi scritti. Pur avendo più facile il pennello che la penna, infatti, durante il soggiorno a Hiva Oa Gauguin scrisse ininterrottamente, dando vita a testi che non solo spiegavano gli intendimenti dei suoi dipinti, ma che affrontavano in maniera distaccata ed energicamente ironica anche le sue peripezie esistenziali, oltre che questioni di ordine estetico, morale, etico e religioso: Diverses choses, Racontars de Rapin ed Avant et après.
La sua ostilità contro le autorità coloniali ed ecclesiastiche, poi, toccò livelli particolarmente virulenti. In quel periodo, infatti, il pittore fece propaganda presso i nativi perché si rifiutassero di pagare le tasse e non mandassero più i figli nella scuola missionaria: «La scuola è la Natura», proclamava, e la sua opera di persuasione riscosse tra l'altro un grande successo, tanto che la grande maggioranza degli abitanti dell'isola aderì entusiasticamente al suo invito. Gauguin poi denunciò un gendarme, tale Guichenay, accusandolo di favorire il traffico di schiavi e questi lo denunciò a sua volta, accusandolo di calunnia e di sovversione. Il 31 marzo 1903 il tribunale multò Gauguin e lo condannò a tre mesi di prigione.
Gauguin, tuttavia, non scontò mai la pena: la mattina dell'8 maggio il pastore protestante Vernier lo trovò morto, disteso nel suo letto. Gauguin era ammalato di sifilide. Il vescovo Rogatien-Joseph Martin, accorso alla notizia, si preoccupò di distruggere quelle opere che giudicò blasfeme e oscene: poi benedisse la salma e gli concesse una sepoltura senza nome nel cimitero della chiesa della missione, che appariva – immagine trascurabile e lontana, eppure incombente dall'alto – nella tela dipinta pochi mesi prima, Donne e cavallo bianco, una valle di paradiso naturale dove Gauguin volle fondere ancora in un'armonia senza tempo l'umanità e gli animali di Hiva Oa. Pochi nativi assistettero alla sua sepoltura: presto dimenticata, la sua tomba fu ritrovata venti anni dopo e gli fu posta una lapide con la semplice scritta «Paul Gauguin 1903».

## Stile

### Gli inizi impressionisti
Paul Gauguin è stato uno dei maggiori interpreti di quella temperie artistica che oggi si suole definire «post-impressionismo». La formazione artistica di Gauguin, per il quale la pittura da svago piacevole era ben presto divenuta attività vitale, era avvenuta in seno all'esperienza impressionista: nei suoi esordi, infatti, Gauguin realizzò opere che gli venivano suggerite dall'osservazione quotidiana della vita che si svolgeva intorno a lui, in ambito familiare o anche nelle campagne fuori Parigi, nutrendo una fiducia tutta impressionistica sulla concreta validità dell'esperienza visiva, da condurre analiticamente e rigorosamente en plein air. Ciò malgrado Gauguin non soffrì mai delle limitazioni dell'Impressionismo stesso: i suoi dipinti, a differenza di quelli impressionisti, non colgono l’istante transitorio della realtà, né vogliono fissare l'attimo fuggitivo con una stesura vibrante finalizzata a catturare i giochi luminosi di una realtà in perenne trasformazione, bensì sono elaborati con maggiore rigore intellettuale e intessuti di pennellate curve, brevi, e di una policromia nervosa fatta di colori opachi, sordi e materici che, venendo rialzati da riflessi artificiali, spesso danno vita a una sensazione di immobile ampiezza.

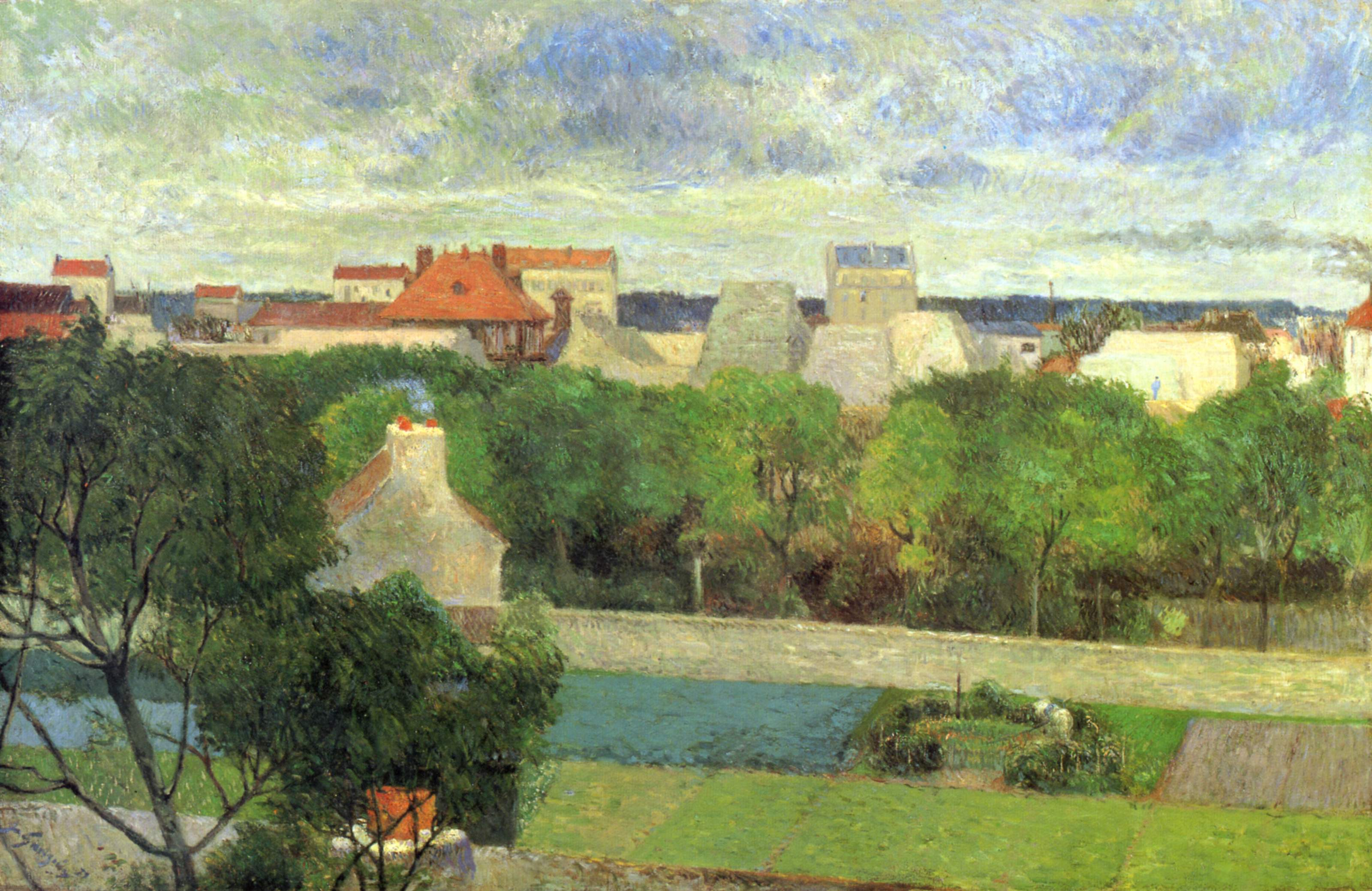
Paul Gauguin, Les Maraîchers de Vaugirard (1879); olio su tela, 66.04×100.33 cm, Smith College Museum of Art, Northampton (Massachusetts).

Gauguin apprezzò gli Impressionisti anche perché, nel segno di un rifiuto netto dei canoni estetici ottocenteschi, si erano svincolati con successo dagli squallidi freni imposti dall'insegnamento accademico: «L'Impressionismo è puro, non ancora contaminato dal putrido bacio dell'École des Beaux-Arts» amava ripetere agli amici. Sotto la spinta della lezione di Degas, poi, Gauguin dipinse anche figure solide ed equilibrate, prensili di una luce che non ne dissolve le forme, ma che invece le modella e le evidenzia con realismo e vivacità, e che pertanto aderisce spontaneamente ai canoni del Naturalismo. Muovendo da premesse impressioniste, in effetti, era naturale che Gauguin tendesse a una rappresentazione per quanto possibile oggettiva della realtà. Non sorprende, pertanto, se il primo a rendersi conto delle qualità artistiche di Gauguin fu Joris-Karl Huysmans, letterato che prima di volgersi all'estetismo decadente si consacrò al naturalismo di impronta zoliana. Si legga il seguente commento, riferito al Nudo di donna che cuce realizzato da Gauguin nel 1880: 
(Joris-Karl Huysmans)
Pur subendo indubbiamente l'ascendente impressionista - si pensi con quale avidità egli collezionò le opere di Monet e Cézanne - Gauguin profeticamente non si votò mai a quella determinata corrente, preferendo piuttosto esaminarla e assimilare da essa tutte quelle lezioni che riteneva opportune per il suo repertorio artistico. Ben presto, come vedremo nel paragrafo successivo, Gauguin recepì infatti le suggestioni provenienti dai dipinti di Delacroix e dall'arte giapponese, virando bruscamente verso il cloisonnisme, il quale fu certamente più vicino alla sua sensibilità artistica.

### La svoltacloisonniste
Appare dunque evidente come lo stile del primo Gauguin, pur giungendo a esiti nuovi e originali, affondi in realtà le proprie radici nel tessuto
culturale della Parigi dell'Ottocento. Ad accelerare il distacco di Gauguin dall'Impressionismo, ormai affollatissimo, furono in particolare due esperienze artistiche: il romanticismo di Delacroix e le stampe giapponesi. I quadri di Delacroix, infatti, risultarono particolarmente graditi a Gauguin non solo per la loro vivacissima verve cromatica, ma anche per la loro tensione drammatica che non era affatto finalizzata a riprodurre la realtà visibile in modo imparziale e assolutamente obiettivo, ma che al contrario serviva per far emergere il vulcanico temperamento dell'autore. L'infatuazione di Gauguin per le stampe giapponesi, poi, era sintomatica per diversi motivi: i grandi maestri dell'ukiyo-e, infatti, ricorrevano a colorazioni xilografiche smaglianti, a contorni calligrafici molto marcati e ad inquadrature arditamente decentrate che non descrivevano minuziosamente i particolari ma che si soffermavano solo sui soggetti protagonisti dell'opera.
Gauguin, quindi, subì la fascinazione di una vastissima rosa di correnti artistiche, ma non appartenne veramente che a sé stesso, pur amalgamando secondo il suo spirito eccentrico e geniale, per poi obliarli in una matrice pittorica personalissima, i molteplici suggerimenti emanati da un clima culturale così carico. Così il Dorival:

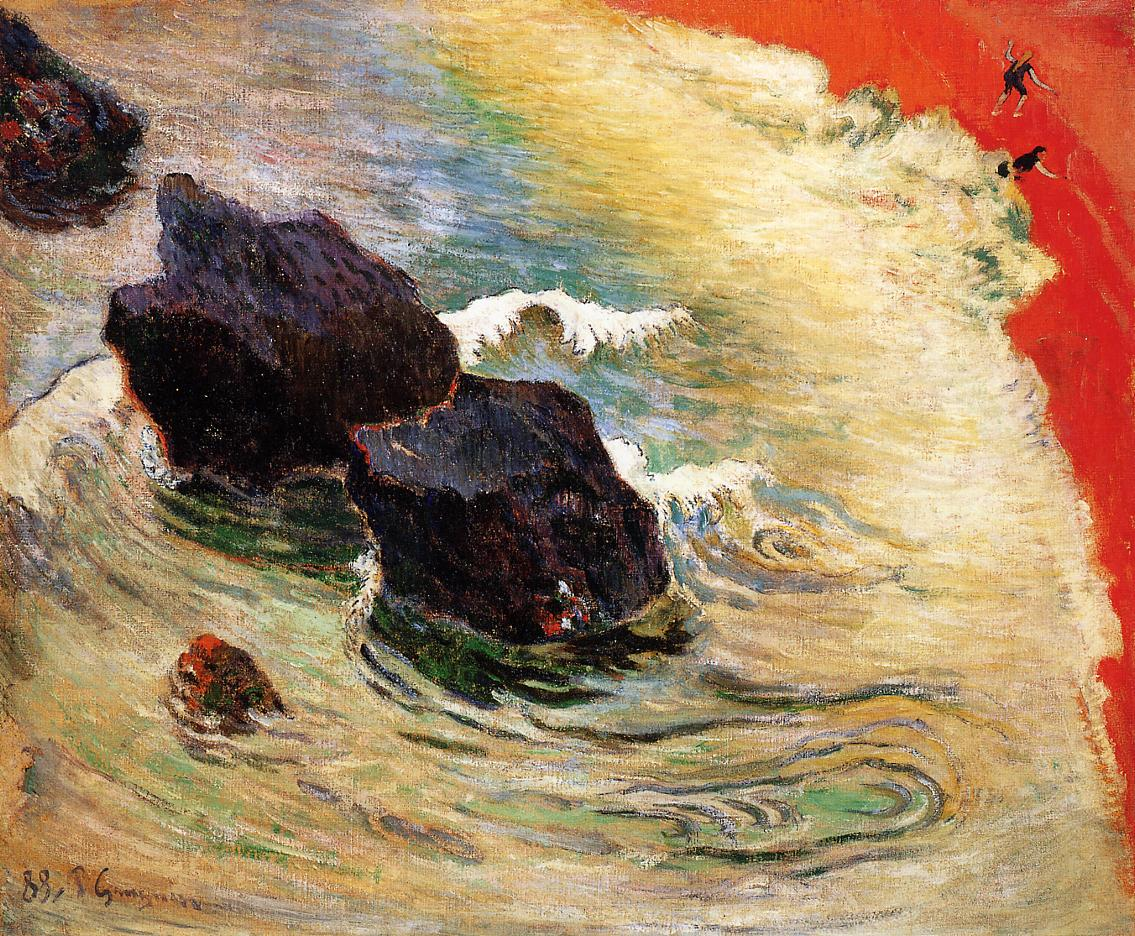
Paul Gauguin, L’onda (1888), olio su tela, 49×58 cm, collezione privata, New York.

Senza pregiudicare la sua originalità ossequiandosi a una formula o a una regola scolastica, Gauguin, soprattutto dopo il trasferimento a Pont-Aven, decise di intraprendere una strada, quella cloisonniste, destinata a segnare un momento fondamentale dell'intera arte moderna. Proseguendo un discorso già intrapreso da Delacroix e che verrà poi amplificato anche da van Gogh, infatti, Gauguin fu tra i primi ad emanciparsi dalle velleità impressioniste di riprodurre la natura con una sottile trascrizione delle sensazioni ottiche, e a marcare un punto di vista molto soggettivo: con forza egli piegava la realtà al proprio desiderio espressivo, nella convinzione che lo scopo ultimo della pittura fosse quello di esprimere le sue emozioni (ex movere, muovere fuori da): è per questo motivo che Gauguin «sentiva», non «vedeva» soltanto. Questa suggestione emotiva (espressione) trovava una corrispondenza assoluta con l'ordine interno della composizione, strutturato su campiture omogenee e intense di colore dogmaticamente delimitate da contorni ben marcati (cloisonné) che ricordano il calligrafico procedere dell’arte giapponese e prive di modellato (senza cioè l'effetto di profondità ottenuto con mezzi quali la prospettiva o il chiaroscuro).
Per evitare, dipingendo all'aperto, di essere condizionato dagli effetti di luce, Gauguin dipingeva infatti a memoria, semplificando le sensazioni ed eliminando i particolari; di qui l'espressione di una forma, più che sintetica – giacché ogni forma in arte è sempre necessariamente sintetica – sintetistica, perché volutamente semplificata. Egli rinunciò anche ai colori complementari che, se avvicinati, si fondono e preferisce mantenere ed esaltare il colore puro: «Il colore puro. Bisogna sacrificargli tutto».
Tuttavia egli non portò alle estreme conseguenze questa concezione, perché l'uso quantitativamente eccessivo di colori, anche se non scossi da varianti tonali o chiaroscurali, avrebbe distrutto spazio e volumi e allora attenuato l'intensità delle tinte. Per questo motivo ne deriva il tono generalmente «sordo» e un disegno piuttosto sommario, come lo stesso pittore confidò a Bernard: «La mia natura porta al sommario in attesa del completo alla fine della mia carriera». Gauguin con grande lungimiranza evitò anche di cadere nella triviale decorazione, come spesso accade all'Art Nouveau che origina da quegli stessi presupposti, racchiudendo «nelle sue superfici decorative un contenuto fantastico, onde creò il simbolismo pittorico».

In un certo senso è possibile «diagnosticare» la fisionomia artistica di Gauguin con la seguente classificazione: «post-impressionista di matrice espressionista». Come si è visto, infatti, Gauguin è post-impressionista, nel senso che è consapevole dei limiti intrinseci dell'Impressionismo e, con le novità pittoriche di cui abbiamo appena discusso, intende superarli. Il forte grafismo disegnativo e la marcatura cromatica conducono invece a un potenziamento della valenza espressiva delle sue opere, che pertanto possono dirsi «di matrice espressionista». Quanto appena enunciato può essere condensato anche con i termini «cloisonnisme», come si è già detto, oppure con «sintetismo», nomenclatura particolarmente apprezzata da Gauguin che così definì il suo stile. Di seguito riportiamo l'illuminante giudizio del critico Albert Aurier, il quale - fornendo una sorta di manifesto programmatico delle nuove tendenze sintetiste - descrisse indirettamente anche lo stile di Gauguin: 
(Aurier)

### Via dalla pazza folla: Gauguin e il primitivismo

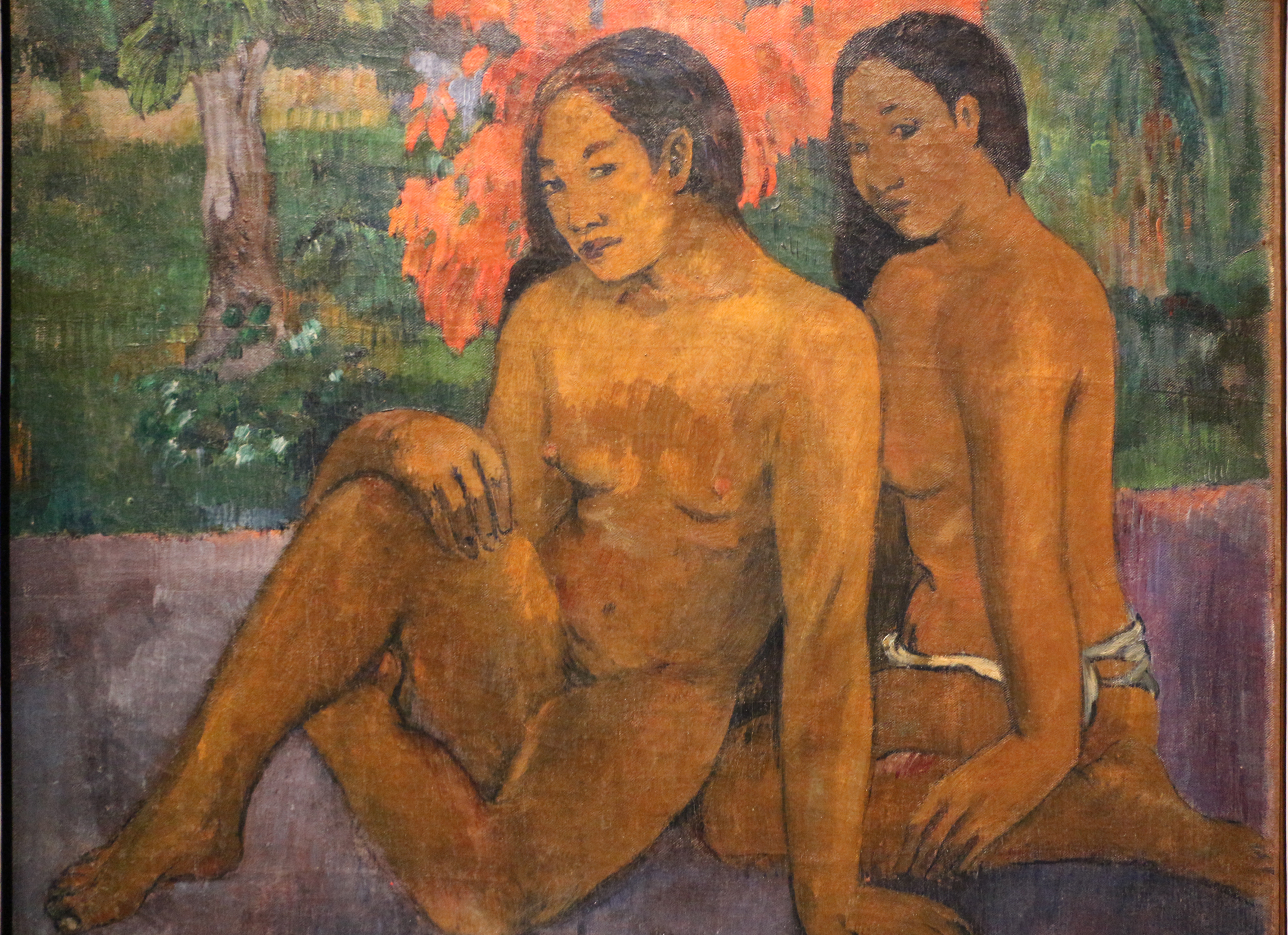
Paul Gauguin, ... E l'oro dei loro corpi (1901); olio su tela, 67×76 cm, museo d'Orsay, Parigi.

Il precedente giudizio di Aurier ricolmò di soddisfazione genuina l'animo di Gauguin, il quale si vide finalmente confermata la valenza «primitiva» della sua produzione artistica. Per comprendere in modo adeguato il primitivismo di Gauguin e le sue matrici originarie è indispensabile collocarlo esattamente dal punto di vista storico e filosofico.
Quando Gauguin stava iniziando ad assecondare quella sete di evasione che lo condurrà a Tahiti, infatti, in Europa si era diffusa ormai capillarmente la filosofia positivista, la quale - com'è noto - ebbe anche importanti indirizzi «evoluzionistici», genialmente teorizzati dal biologo inglese Charles Darwin. Semplificando la complessa elaborazione scientifica di Darwin, secondo tale teoria tutti gli organismi di questo pianeta, sotto l'influenza delle condizioni ambientali, subiscono variazioni genetiche casuali che vengono trasmesse alla progenie per via ereditaria, cosicché una specie nel suo complesso si modifica secondo un meccanismo di «selezione naturale» che provoca l'eliminazione degli individui più deboli e inadeguati e il miglioramento di quelli sopravvissuti. I concetti darwiniani di «selezione» e di «lotta per la sopravvivenza», tuttavia, furono estesi anche alle forme della società, divenendo in questo modo strumentali per la giustificazione di aberranti degenerazioni ideologiche che teorizzavano come necessarie e legittime vere e proprie gerarchie di ordine razziale, nonché il trionfo dell'Occidente civilizzatore sui popoli barbari e selvaggi, come quelli tahitiani, accendendo così la scintilla dei pericolosi fenomeni coloniali e imperialistici che segnarono luttuosamente il XX secolo.

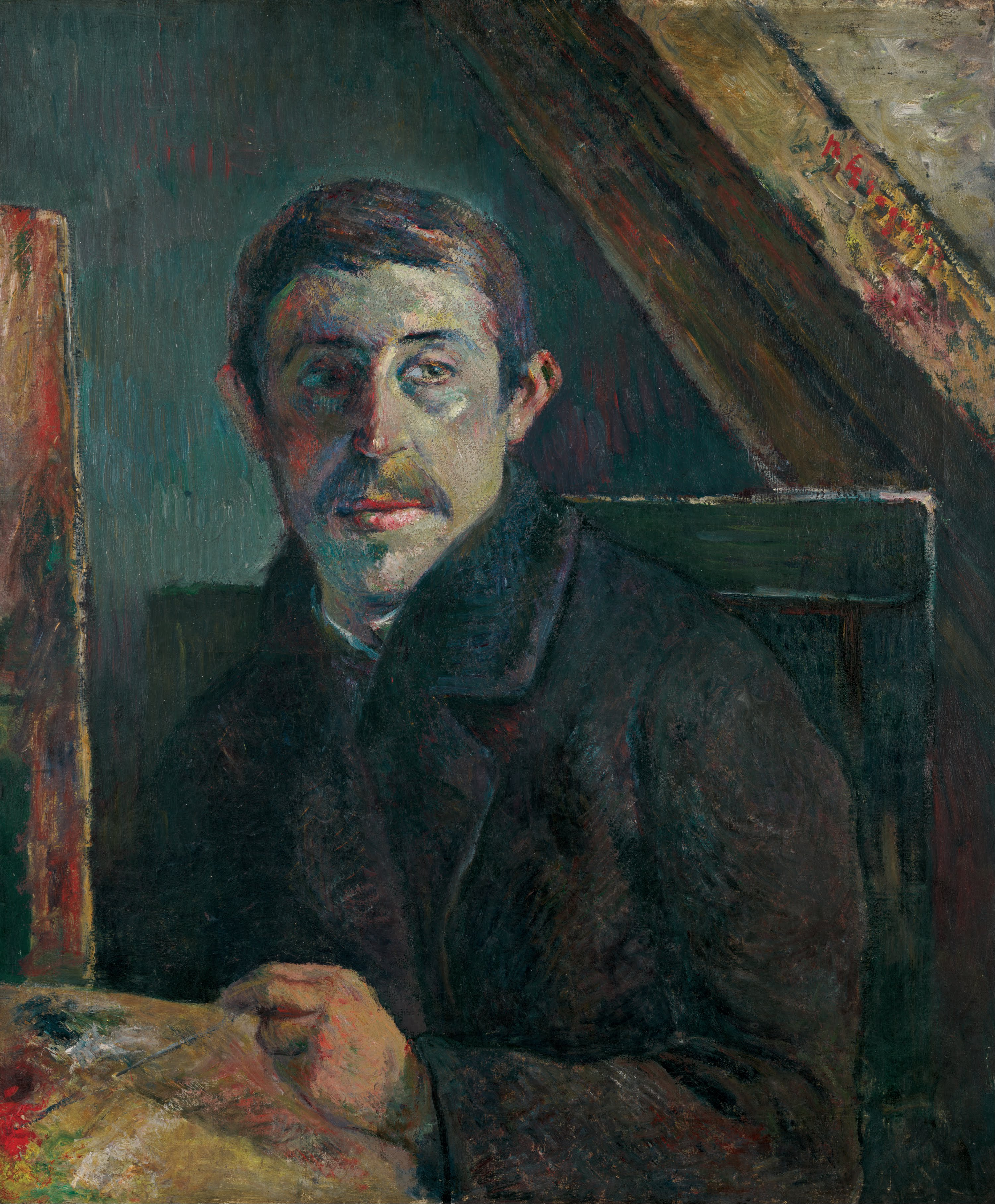
Paul Gauguin, Autoritratto (1885), olio su tela, 65.2×54.3 cm, Kimbell Art Museum, Fort Worth (Texas).

Disilluso dall'individualismo e dell'abbrutimento della società moderna Gauguin fu animato sin da adolescente da un impellente desiderio di evadere dalla civiltà, corrotta e corruttrice, e di avventurarsi in paesi esotici e lontani. Certo, Gauguin era perfettamente un uomo del suo tempo: in pieno accordo con la mitologia positivista, infatti, egli «credeva nel progresso della conoscenza e vagliava criticamente i contributi che potevano portare all'affermazione di una visione del mondo capace in qualche modo di aiutare a superare la crisi e promuovere la rigenerazione dell'uomo» (Damigella).
Gauguin, tuttavia, non poteva fare a meno di sognare di abbandonare, una volta e per sempre, una realtà spregiudicatamente intrisa di ipocrisia e avidità come quella europea e di rifugiarsi in mondi puri, autentici e lontani da Parigi. Non bisogna dimenticare, tra l'altro, che già dai primissimi anni di vita Gauguin aveva potuto beneficiare di uno stile di vita straordinariamente girovago che ampliò in modo assolutamente significativo la sua nozione di spazio: già a due anni, infatti, Gauguin era in viaggio per il Perù, dove come già accennato trascorse la sua fanciullezza, per poi imbarcarsi una volta adolescente su un mercantile con il quale scoprì tutti i più importanti porti del mondo.
Bisogna ammettere che erano in moltissimi a non riconoscersi negli insopportabili meccanismi della società moderna. Gauguin, tuttavia, non scelse la strada tracciata da poeti come Baudelaire o Rimbaud, i quali si ripiegarono ossessivamente verso la loro dimensione interiore, cercando rispettivamente di evadere dalla realtà mediante l'assunzione di droghe e di superalcolici o votandosi a una vita randagia e sconclusionata. A differenza dei tanti personaggi del romanzo estetizzante - si pensi al Des Esseintes di À rebours, che cercò inutilmente di abbandonarsi ad un'egoistica ricerca del piacere in una realtà-finzione da lui architettata - Gauguin prese concretamente le distanze dal consorzio civile e si rifugiò nei mari del Sud: «se tanti sognano l'evasione della società, Gauguin la attua» commenta in tal proposito il critico Piero Adorno.
È possibile argomentare che il fil rouge che ha guidato i vari viaggi di Gauguin sia quell'affanno tutto romantico di rincorrere per terra e per mare un sogno ancestrale di libertà e di felicità che, in realtà, si può solo afferrare con il raggiungimento di una pacifica serenità interiore: si tratta di una tesi brillantemente sostenuta dai poeti latini Seneca, Lucrezio e Orazio («ciò che cerchi non lo puoi trovare lontano, ma dentro te stesso») e, in maniera più umile, anche da Pierre-Auguste Renoir («si può dipingere bene anche a Batignolles», nel pieno centro di Parigi).
È innegabile, tuttavia, che alla base del peregrinare gauguiniano vi siano anche motivi di natura economica e, soprattutto, un'insaziabile fame di stimoli visivi diversi, finalizzata al recupero del linguaggio arcaico delle origini. Immergendosi nel contesto naturalistico della Polinesia e assecondando il suo «diritto di fare tutto», infatti, Gauguin non solo volse definitivamente le spalle a una società ossificata e moribonda come quella europea, bensì riuscì anche a dare nuova energia e vigore alla sua pittura. In un mondo dove poteva raffigurare solo animali, alberi, onde marine e ragazze seminude dalla sensualità misteriosa Gauguin seppe recuperare quei valori eterni e arcaici che scaturiscono da un rapporto più sincero ed equilibrato con la Natura, comportando così nella sua pittura un rinnovamento senza eguali: proseguendo un discorso già intrapreso a Pont-Aven, infatti, sotto il sole del Sud Gauguin esasperò la sua tendenza all'astrazione, ammorbidì le sue linee di contorno, incrementò la plasticità dei suoi volumi e depotenziò la violenza dei colori, in modo tale da aprire le sue opere alle suggestioni della musica.
Si vengono così a creare dei veri e propri «poemi musicali» senza parole («L'essenziale consiste precisamente in quello che non è espresso», come egli disse), potenziati da Gauguin dal consapevole ricorso al suo bagaglio estetico europeo e a una grandissima varietà di fonti, dalle stampe giapponesi all'arte precolombiana, dalle sculture maori alla figurazione medievale. «Sembra che il pittore s'è fatto selvaggio e s'è naturalizzato maori senza cessare di essere sé stesso, di essere artista»: è in questo modo che un commentatore anonimo denuncia il sincretismo presente nelle opere di Gauguin, consapevolmente aperte a categorie estetiche come «barbaro», «infantile», «primitivo», operose anche se in forma embrionale già durante i suoi esordi artistici. In maniera analoga con quanto accade con i bambini, o con i primitivi per l'appunto, per Gauguin «l'unico modo per rappresentare la natura deve scaturire da percezioni innate e del tutto personali, ovvero da sensazioni immanenti più soggettive che visive, che dipendono dalla visione spirituale dell'artista» (Walther).

## Retaggio
L'eco figurativa riscossa da questa particolare visione dell'arte nutrita da Gauguin fu immensa: i pittori nabis e i simbolisti si richiamarono esplicitamente a lui, mentre la libertà decorativa delle sue composizioni aprì la via all'Art Nouveau, così come il suo trattamento della superficie lo rese un precursore del fauvismo e la semplificazione delle forme fu tenuta presente da tutta la pittura del Novecento. Di seguito si riporta un brillante commento del critico d'arte René Huyghe: 
(René Huyghe)
Anche artisti giapponesi, soprattutto Kiyoshi Saito,Takumi Shinagawa e Kanae Yamamoto,  tutti appartenenti al movimento sosaku hanga si richiamarono a lui. In particolare, la sovrapposizione di piani di colore e trame espressive di Burutonnu no suiyoku di Kanae Yamamoto richiama chiaramente i dipinti tahitiani di Gauguin.

## Opere
- 1880
  - Nudo di donna che cuce, 65×54 cm, Ny Carsberg Gliptotek, Copenaghen
- 1881
  - Vaso di fiori davanti a una finestra, 19×27 cm, Louvre, Parigi
- 1884
  - Mette Gauguin in abito da sera, 65×54 cm, Nasjonalgaleriet, Oslo
- 1886
  - Quattro donne bretoni, 72×91 cm, Nuova Pinacoteca, Monaco di Baviera
- 1887
  - Alberi e figure sulla spiaggia, 54×90 cm, Ny Carsberg Glyptotek, Copenaghen
  - Vegetazione tropicale, National Gallery of Scotland, Edimburgo
  - Raccolta della frutta, 89×116 cm, Museo Vincent van Gogh, Amsterdam
- 1888
  - Il guardiano di porci, 73×93 cm, Collezione privata, Los Angeles
  - La visione dopo il sermone, 73×92 cm, National Gallery of Scotland, Edimburgo
  - Bambini bretoni al bagno, 60×73 cm, Collezione privata, Inghilterra
  - La raccolta del fieno, 73×92 cm, Musée d'Orsay, Parigi
  - Madeleine Bernard, 72×58 cm, Musée de Grenoble, Grenoble
  - Autoritratto, 45×55 cm, Museo Vincent van Gogh, Amsterdam
  - Autoritratto, 46×38 cm, Museo Puškin, Mosca
  - Vincent van Gogh che dipinge girasoli, 73×92 cm, Museo Vincent van Gogh, Amsterdam
  - Veduta degli Alyscamps, 91,5×72,5 cm, Musée d'Orsay, Parigi
  - Miserie umane, 73×92 cm, Ordrupgaardmlingen, Copenaghen
  - Al caffè, 73×92 cm, Museo Puškin, Mosca
  - La signora Roulin, 50×63 cm, City Art Museum, Saint Louis
- 1889
  - La famiglia Schuffenecker, 73×92 cm, Musée d'Orsay, Parigi
  - La signora Kohler, 46×38 cm, National Gallery of Art, Washington
  - La belle Angèle, 92×72 cm, Musée d'Orsay, Parigi
  - Ondina, 92×72 cm, Cleveland Museum of Art, Cleveland
  - I mietitori,92×73 cm, Courtauld Institute, Londra
  - Il Cristo giallo, 92x73;cm, Albright Art Gallery, Buffalo
  - Cristo nell’orto degli ulivi, 72,4x91,4 cm, Norton Museum of Art, Florida
- 1890
  - Natura morta con ceramica, 28×36 cm, 1890, Fogg Art Museum, Cambridge (Massachusetts)
  - La perdita della verginità, 90×130 cm, Chrysler Art Museum, Provincetown
- 1891
  - Vahine no te tiare, 70×46 cm, Ny Carsberg Gliptotek, Copenaghen
  - Suzanne Bambridge, 70×50 cm, Musées Royaux des Beaux-Arts, Bruxelles
  - Tavolo con casco di banane e tre figure, 73x 92, Musée d'Orsay, Parigi
  - Ave Maria (Ia Orana Maria), 114 x89 cm, Metropolitan Museum, New York
  - I raro te oviri, 73×92 cm, Institute of Arts, Minneapolis
  - Due donne tahitiane, 69×91 cm, Musée d'Orsay, Parigi
  - Te faaturuma, 69 x91 cm, Worcester Art Museum, Worcester
- 1892
  - Lo spirito dei morti veglia (Manao Tupapau), 73×92 cm, Albright Art Gallery, Buffalo
  - Due donne tahitiane sulla spiaggia, 91×64 cm, Honolulu Academy of Arts, Honolulu
  - Vahine no te Miti, 90×73 cm, Museo Nacional de Bellas Artes, Buenos Aires
  - Te nane nave fenua, 91×72 cm, Ohara Art Museum, Kurashiki
  - Aha oe feii?, 68×92 cm, Ermitage, San Pietroburgo
  - Fatata te Miti, 68×92 cm, National Gallery of Art, Washington
  - Ta matete, 73×92 cm, Kunstmuseum, Basilea
  - Hina te Fatou, 112×62 cm, Museum of Modern Art, New York
  - Nafea faa ipoipo, 105×77,5 cm, Kunstmuseum, Basilea
  - Arearea, 75×94 cm, Museo d'Orsay, Parigi
- 1893
  - Aita tamari vahina Judith te parari, 116×81 cm, Hanloser, Berna
  - Autoritratto, 46×38 cm, Musée d'Orsay, Parigi
- 1894
  - Giorno di dio (Marana no atua), 70×91 cm, Art Institute, Chicago
  - Nave nave moe, 73×96 cm, Ermitage, San Pietroburgo
  - Aerarea no varua ino, 60×98 cm, Ny Carsberg Gliptotek, Copenaghen
  - Villaggio sotto la neve, 76×66 cm, Musée d'Orsay, Parigi
- 1895
  - La donna dei manghi, 97×130 cm, Ermitage, San Pietroburgo
  - Nave nave mahana, 94×130, Musée des Beax-Arts, Lione
  - No te aha oe riri, 95×130 cm, Art Institute, Chicago
- 1896
  - La nascita di Cristo, figlio di Dio, 96×131 cm, Neue Pinakothek, Monaco di Baviera
- 1897
  - Nevermore, 60×116 cm, Courtauld Institute Galleries, Londra
  - Da dove veniamo? Chi siamo? Dove andiamo?, 139×375 cm, Museum of Fine Arts, Boston
  - Te rerioa, 95×132 cm, Courtauld Institute Galleries, Londra
  - Due bagnanti, 73×92 cm, Barber Institute, Birmingham
- 1898
  - Il cavallo bianco, 141×91 cm, Musée d'Orsay, Parigi
  - I seni coi fiori rossi, 94×73, Metropolitan Museum, New York
  - Il grande Buddha, 134×95 cm, Museo Puškin, Mosca
- 1899
  - Rupe rupe, 128×200 cm, Ermitage, San Pietroburgo
  - Te avae no Maria, 9×72 cm, Ermitage, San Pietroburgo
  - Il paniere quadrato, 61×73, Nasjonalgalleriet, Oslo
- 1901
  - Due donne tahitiane sedute (... E l'oro dei loro corpi), 67×76 cm, Musée d'Orsay, Parigi
  - Due cavalieri in riva al mare, 73×92 cm, Museo Puškin, Mosca
- 1902
  - Racconti barbari, 130×89 cm, Museum Folkwang, Essen
  - La chiamata, 130×90 cm, Museum of Art, Cleveland
  - Lo stregone di Hiva Oa, 92×73, Musée des Beaux-Arts, Liegi
  - Giovane tahitiana col ventaglio, 92×73 cm, Museum Folkwang, Essen
  - Cavalieri sulla spiaggia, 66×76 cm, Museum Folkwang, Essen
  - Tre donne e amazzone, 28×46 cm, Nationalmuseum, Stoccolma
- 1903
  - Donne e cavallo bianco, 72×92 cm, Museum of Fine Arts, Boston
  - Cavallo al pascolo e maiale, 75×65 cm, Ateneumin Taidemuseo, Helsinki
  - Autoritratto con gli occhiali, 42×25 cm, Kunstmuseum, Basilea

## Scritti
- Ancien Culte Mahorie, Parigi, Éditions Hermann, 2005. ISBN 2-7056-6437-8

## Film e altre opere su Paul Gauguin

### Film e documentari
- La luna e sei soldi di Albert Lewin (1942) - film
- Gauguin di Alain Resnais (1950) - cortometraggio
- Pictura (segmento "Paul Gauguin") di Ewald André Dupont, Luciano Emmer e Robert Hessens (1951) - film
- Paul Gauguin di Folco Quilici (1957) - documentario
- Más allá del color: La vida de Gauguin y Degas di Ernesto Mas e Esteban Serrador (1958) - film
- Paul Gauguin di Roger Pigaut (1975) - film
- The Savage di Leslie Megahey (1977) - film tv
- Gauguin the Savage di Fielder Cook (1980) - film tv
- Oviri di Henning Carlsen (1986) - film
- Shadow in a Landscape di J. Brian Waddell (1987) - film
- Bonjour Monsieur Gauguin di Jean-Claude Labrecque (1988) - film
- Paul Gauguin: The Savage Dream di Michael Gill (1988) - documentario
- Post-Impressionists: Gauguin di Bob Carruthers, Ronald Davis, Dennis Hedlund (2000) - documentario
- The Post-Impressionists: Van Gogh & Gauguin, episodio di Biography di Bruce Alfred (2003) - documentario
- Gauguin: The Full Story di Waldemar Januzczak (2003) - documentario
- Paradise Found di Mario Andreacchio (2003) - film
- Paul Gauguin, je suis sauvage di Marie-Christine Courtès (2017) - documentario
- Gauguin - Voyage de Tahiti di Edouard Deluc (2017) - film
- Gauguin in Tahiti-Il paradiso perduto di Claudio Poli (2019) - documentario

### Libri
- Il paradiso è altrove, romanzo di Mario Vargas Llosa (ricostruisce in parallelo la biografia del pittore e quella della nonna Flora Tristan)